# Corbetta
Corbetta (AFI: /korˈbetta/; Corbetta in dialetto milanese AFI: /kurˈbɛta/) è un comune italiano di 19 151 abitanti della città metropolitana di Milano in Lombardia. È il secondo comune del territorio del magentino per numero di abitanti. 
Le origini dell'abitato sono riconducibili già all'epoca celtica tra il VII ed il VI secolo a.C., periodo al quale risalgono i più antichi reperti trovati nel territorio del comune.
Grazie al suo ruolo di capopieve, per secoli ha rappresentato un punto di forza religioso fondamentale per lo sviluppo del cristianesimo nell'area, proseguito in epoca moderna dal locale santuario, divenuto uno dei maggiori centri di fede mariana del magentino e dell'abbiatense.

## Geografia fisica

### Territorio

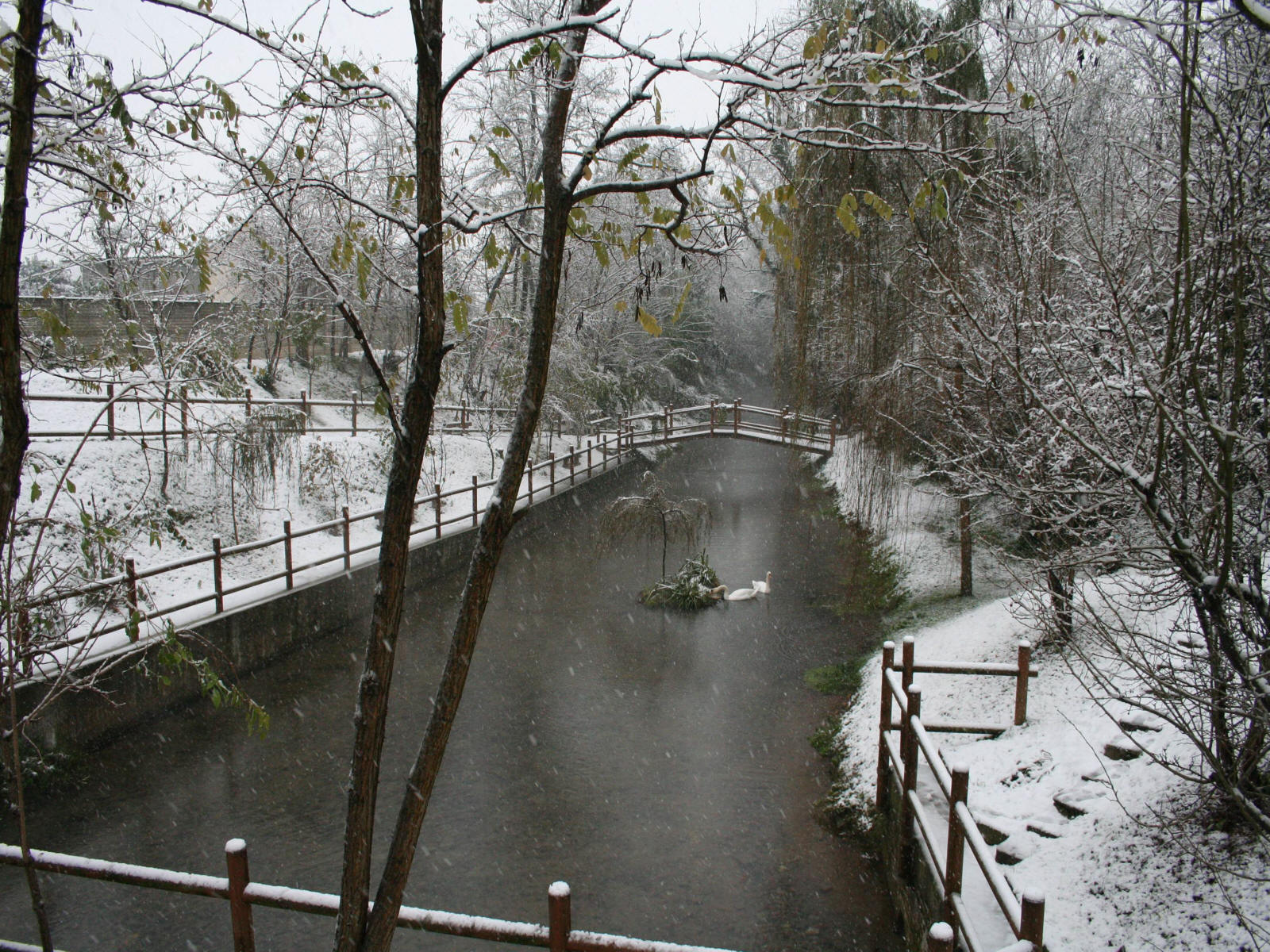
Il Fontanile Borra nel 2008, dopo una nevicata

Morfologicamente, il territorio di Corbetta (pari a 18,69 km²) è caratterizzato dall'ambiente pianeggiante tipico della pianura padana, prevalentemente adatto a boschi o coltivazioni tipiche delle colture asciutte, i quali insieme occupano quasi i 3/4 del territorio comunale. L'altitudine varia tra 127 metri e i 147 m s.m.l. con una pendenza media del 3%.
Le formazioni boschive del territorio presentano una vegetazione sub-mediterranea, costituita da alberi d'alto fusto, cedui e cespugliati. La pianta più diffusa è indubbiamente la robinia, affiancata dalla quercia, nelle varietà del cerro e della farnia, oltre ad ontani, olmi, carpini, aceri e salici; il cespugliato ospita salici, pruni selvatici, biancospini e soprattutto sambuchi.

### Geologia e idrografia

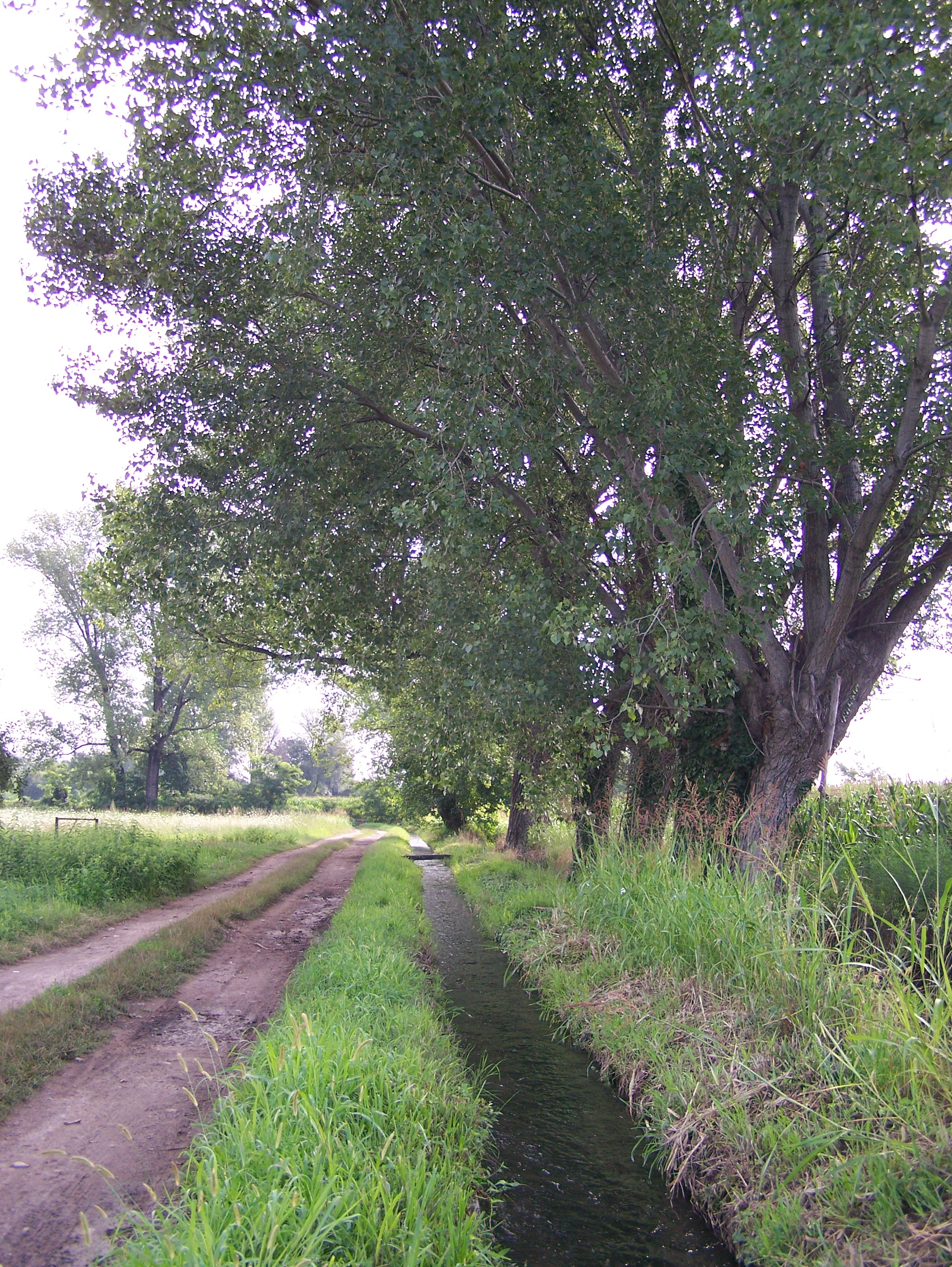
Tratto della campagna corbettese in località Preloreto.

Geologicamente, Corbetta si trova all'interno di una pianura terrazzata formatasi di origine fluvio-glaciale, con un territorio denominato scientificamente Diluvium recente, costituito da depositi alluvionali post-glaciali con le formazioni più diffuse costituite essenzialmente da alluvioni antiche che hanno sedimentato ghiaia o sabbia e che costituiscono il sistema di terrazzi carbonatici sottostanti il livello medio della pianura. Gli strati alluvionali più recenti hanno invece sedimentato ghiaia, sabbia e limi con la conseguenza di apparire dunque argillosi per un metro di spessore e di presentarsi di colore brunastro. Da un punto di vista agronomico, i terreni definiti argillosi e limosi sul territorio si presentano come poveri di scheletro, poco profondi, di difficile lavorazione ed a bassa fertilità naturale e pertanto solo la costante azione dell'uomo nei secoli attraverso bonifiche idrauliche e abbondanti concimazioni organiche hanno permesso di migliorare le capacità agronomiche di questi terreni. Generalmente i terreni del comune presentano caratteristiche omogenee nelle loro componenti.
Aspetto caratteristico dell'idrografia di Corbetta sono le risorgive, che un tempo avevano ampia rilevanza economica per l'agricoltura e oggi costituiscono una delle attrazioni principali del Parco agricolo Sud Milano. Alcuni di questi fontanili, attualmente, versano in cattive condizioni o sono asciutti, mentre altri come il fontanile di Castellazzo de' Stampi o quello di Soriano sono stati recentemente restaurati. Il comune è inoltre interessato, a sud-est, dalla presenza del manufatto artificiale del Canale scolmatore di Nord-Ovest (scolmatore dell'Olona) realizzato nel 1959, che tocca il comune per una lunghezza di circa 320 metri a sud della cascina Impero, al confine col comune di Cisliano.
Corbetta fa inoltre parte, per la sua vicinanza al Naviglio Grande, del Polo dei Navigli istituito dalla Provincia di Milano.

### Sismologia
Dal punto di vista sismico Corbetta presenta un rischio molto basso ed è stata classificata come il comune zona 4 (bassa sismicità) dalla protezione civile nazionale. Nella sua storia l'abitato ha percepito o ha risentito di tre terremoti di entità superiore a 5,5 ML: quello del 1117 (6,5 ML), quello del 1222 (6 ML) e quello del 1887 (6,3 ML).

### Clima
Il clima di Corbetta è quello continentale, tipico delle pianure settentrionali italiane con inverni freddi e abbastanza rigidi con diverse giornate di gelo, col fenomeno della nebbia, ed estati e che risentono di elevate temperature che possono superare i 30 °C e con l'umidità che può raggiungere l'80% causando quel fenomeno di caldo umido comunemente chiamato "afa". L'umidità non è comunque presente solo d'estate, ma è molto elevata tutto l'anno. I dati provenienti dalla vicina stazione meteorologica di Milano Malpensa, ad ogni modo, indicano, in base alla media trentennale di riferimento (1961-1990) per l'Organizzazione Mondiale della Meteorologia, che la temperatura media del mese più freddo, gennaio, si attesta attorno a -4 °C; quella del mese più caldo, luglio, è appena sopra i +28 °C.
Il comune appartiene alla zona climatica E, 2563 GR/G. Corbetta, come del resto gran parte dei comuni della Pianura Padana, soffre di scarsa ventilazione.
La piovosità si concentra principalmente in autunno e in primavera con un minimo relativo invernale e con una media annua superiore ai 1000 mm, con un minimo relativo invernale.
| MILANO LINATE (1971-2000)       | Mesi         | Mesi         | Mesi        | Mesi        | Mesi        | Mesi        | Mesi        | Mesi        | Mesi        | Mesi             | Mesi        | Mesi        | Stagioni | Stagioni | Stagioni | Stagioni | Anno  |
| MILANO LINATE (1971-2000)       | Gen          | Feb          | Mar         | Apr         | Mag         | Giu         | Lug         | Ago         | Set         | Ott              | Nov         | Dic         | Inv      | Pri      | Est      | Aut      | Anno  |
| ------------------------------- | ------------ | ------------ | ----------- | ----------- | ----------- | ----------- | ----------- | ----------- | ----------- | ---------------- | ----------- | ----------- | -------- | -------- | -------- | -------- | ----- |
| T. max. media (°C)              | 5,9          | 9,0          | 14,3        | 17,4        | 22,3        | 26,2        | 29,2        | 28,5        | 24,4        | 17,8             | 10,7        | 6,4         | 7,1      | 18,0     | 28,0     | 17,6     | 17,7  |
| T. min. media (°C)              | −0,9         | 0,3          | 3,8         | 7,0         | 11,6        | 15,4        | 18,0        | 17,6        | 14,0        | 9,0              | 3,7         | 0,1         | −0,2     | 7,5      | 17,0     | 8,9      | 8,3   |
| T. max. assoluta (°C)           | 21,7 (1982)  | 23,8 (1990)  | 27,3 (1997) | 26,8 (1997) | 32,0 (1997) | 35,4 (1996) | 37,2 (1983) | 37,1 (1998) | 33,0 (1983) | 30,4 (1997)      | 21,4 (1998) | 18,1 (1991) | 23,8     | 32,0     | 37,2     | 33,0     | 37,2  |
| T. min. assoluta (°C)           | −14,4 (1985) | −12,8 (1991) | −7,4 (1971) | −2,4 (1973) | 1,2 (1991)  | 8,0 (1991)  | 10,1 (1974) | 8,4 (1972)  | 3,0 (1972)  | −2,3 (1973-1997) | −6,0 (1983) | −9,9 (1981) | −14,4    | −7,4     | 8,0      | −6,0     | −14,4 |
| Giorni di calura (Tmax ≥ 30 °C) | 0            | 0            | 0           | 0           | 0           | 4           | 14          | 12          | 1           | 0                | 0           | 0           | 0        | 0        | 30       | 1        | 31    |
| Giorni di gelo (Tmin ≤ 0 °C)    | 18           | 13           | 4           | 1           | 0           | 0           | 0           | 0           | 0           | 0                | 5           | 16          | 47       | 5        | 0        | 5        | 57    |
| Precipitazioni (mm)             | 58,7         | 49,2         | 65,0        | 75,5        | 95,5        | 66,7        | 66,8        | 88,8        | 93,1        | 122,4            | 76,7        | 61,7        | 169,6    | 236,0    | 222,3    | 292,2    | 920,1 |
| Giorni di pioggia               | 7            | 5            | 7           | 8           | 9           | 8           | 5           | 7           | 6           | 8                | 6           | 6           | 18       | 24       | 20       | 20       | 82    |
| Giorni di nebbia                | 21           | 12           | 5           | 2           | 1           | 1           | 1           | 1           | 4           | 12               | 16          | 17          | 50       | 8        | 3        | 32       | 93    |
| Umidità relativa media (%)      | 83           | 75           | 70          | 72          | 72          | 71          | 70          | 72          | 74          | 80               | 83          | 84          | 80,7     | 71,3     | 71       | 79       | 75,5  |

## Origini del nome

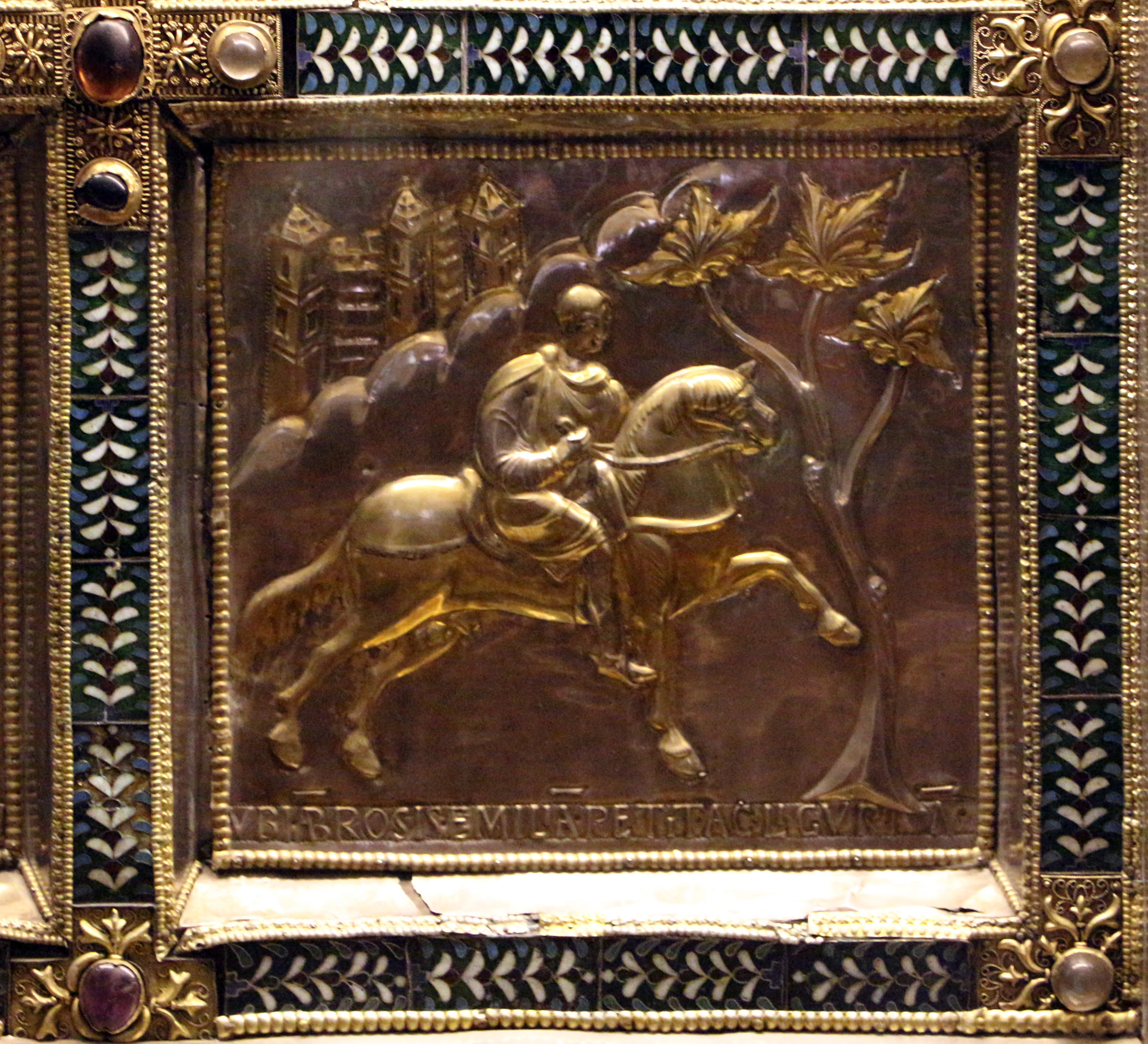
La fuga di Sant'Ambrogio raffigurata da Vuolvino (IX secolo) nell'altare del santo nella basilica milanese. Si noti la licenza raffigurativa che assegnò a sant'Ambrogio una cavalcatura giudicata più onorevole della mula della tradizione.

Le tradizioni più antiche che mirano a spiegare l'origine del nome della città di Corbetta ci consegnano il toponimo Curia picta che potrebbe appunto significare "corte dipinta" o più semplicemente sede di un'antica curtis con l'aggiunta dell'aggettivo picta a identificarne lo splendore dettato dalla presenza di pitture. Nel medioevo, invece, il borgo di Corbetta è chiamato Curbitum dallo storico Wippone, Corio-Picta dallo storico Landolfo il Vecchio, altrove invece, ancora in epoca medievale, prevaleva il latinismo Curia-picta (o Curia pincta) Sancti Ambrosii e Castrum Sancti Ambrosii. Un'ipotesi relativamente recente propende a spiegare il nome della città con i due termini celto-liguri di cur (anello) e betda (casa di legno): un gruppo di case fortificate circondate da un fossato difensivo.
Secondo la tradizione popolare, invece, il nome di Corbetta risalirebbe ad un fatto leggendario e curioso. Quando Sant'Ambrogio fu proclamato vescovo per acclamazione dai milanesi, si spaventò a tal punto per le enormi responsabilità che gli sarebbero spettate che decise di fuggire da Milano, intraprendendo il cammino lungo la strada consolare Vercellina con la sua mula di nome Betta: l'animale, dopo aver percorso alcuni chilometri nel contado milanese, giunse a Corbetta (la tradizione vuole nei pressi dell'attuale chiesa di Sant'Ambrogio dove per l'appunto venne poi costruito un oratorio), s'impuntò e non volle più proseguire. Il Santo, incalzato dalla folla dei milanesi, cercò di smuoverla esortandola in dialetto "Cur Betta! Cur Betta!", da cui deriverebbe il nome del paese. Raggiunto dalla popolazione che lo acclamava vescovo, Ambrogio dovette cedere e tornò trionfalmente a Milano dove, poco dopo, venne consacrato alla cattedra episcopale. A ricordo dell'evento, nel 2020 su una rotatoria stradale cittadina è stata eretta una scultura in ars topiaria raffigurante appunto la mula Betta.

## Storia

### Le epoche pre-romana e romana

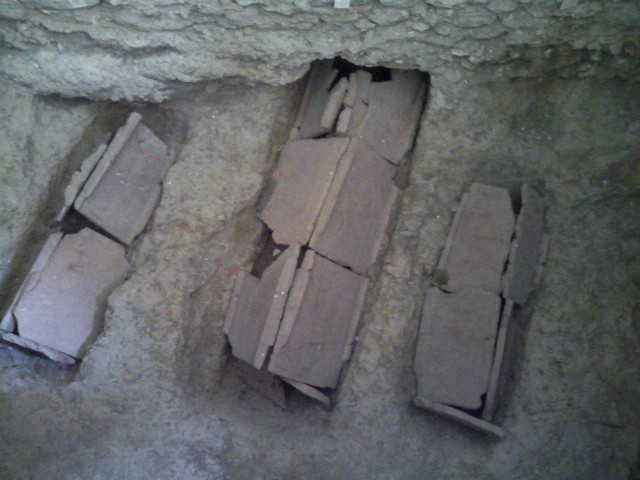
Tombe "alla cappuccina" simili a quelle ritrovate a Corbetta da Carlo Dossi.

Corbetta risulta essere un centro abitato sin da epoche molto antiche. I primi ritrovamenti in loco, operati grazie a scavi scientifici condotti dallo scrittore scapigliato ed archeologo Carlo Dossi, attestano il popolamento dell'area al VII-VI secolo a.C. ad opera di tribù celto-liguri, di cui sono state ritrovate delle tombe "alla cappuccina", oltre a umboni e armi d'epoca. Sono stati ritrovati inoltre vasellame (in particolare un gruppo di anfore da vino ritrovate dal Dossi presso la chiesa di Sant'Ambrogio nel quartiere Isola Bellaria), fittili e materiale vitreo sia nei vecchi pozzi del castello locale che in varie tombe ad inumazione sparse nella campagna attorno al paese. Nel IV secolo a.C. vi era un insediamento (pagus) gallo-celtico (Insubri) e, probabilmente dopo le battaglie di Talamone (225 a.C.) e Casteggio (222 a.C.), o comunque attorno al II secolo a.C., una colonia romana con l'evidente scopo di proteggere Milano ed i territori ad est del Ticino dalle razzie dei galli burgundi.
La configurazione delle mura, che circondavano per un terzo il castello, e il corso d'acqua attiguo delineano le caratteristiche difensive di base del campo trincerato romano. A testimonianza dell'impronta romana rimangono resti di are votive dedicate a Giove, agli dei Mani ed alle sacre matrone (già venerate dai Celti), divinità tutelari della famiglia (reperti inglobati nelle fiancate esterne della chiesa prepositurale di San Vittore Martire), e svariate monete con l'effigie di Giulio Cesare, Claudio e Traiano.
La vicinanza di Milano, divenuta poi sede imperiale, e l'ubicazione su vie romane (come la vetustissima strada, battuta già da Celti ed Etruschi, che da Corbetta porta a Castellazzo de' Stampi e di lì al capoluogo lombardo) non potevano certo non favorire lo sviluppo civile di Curia Picta, nella quale risiedeva forse anche un pubblico magistrato di curia. Da Corbetta, epoca romana, passava la via delle Gallie, strada romana consolare fatta costruire da Augusto per collegare la Pianura Padana con la Gallia.

### Il Medioevo

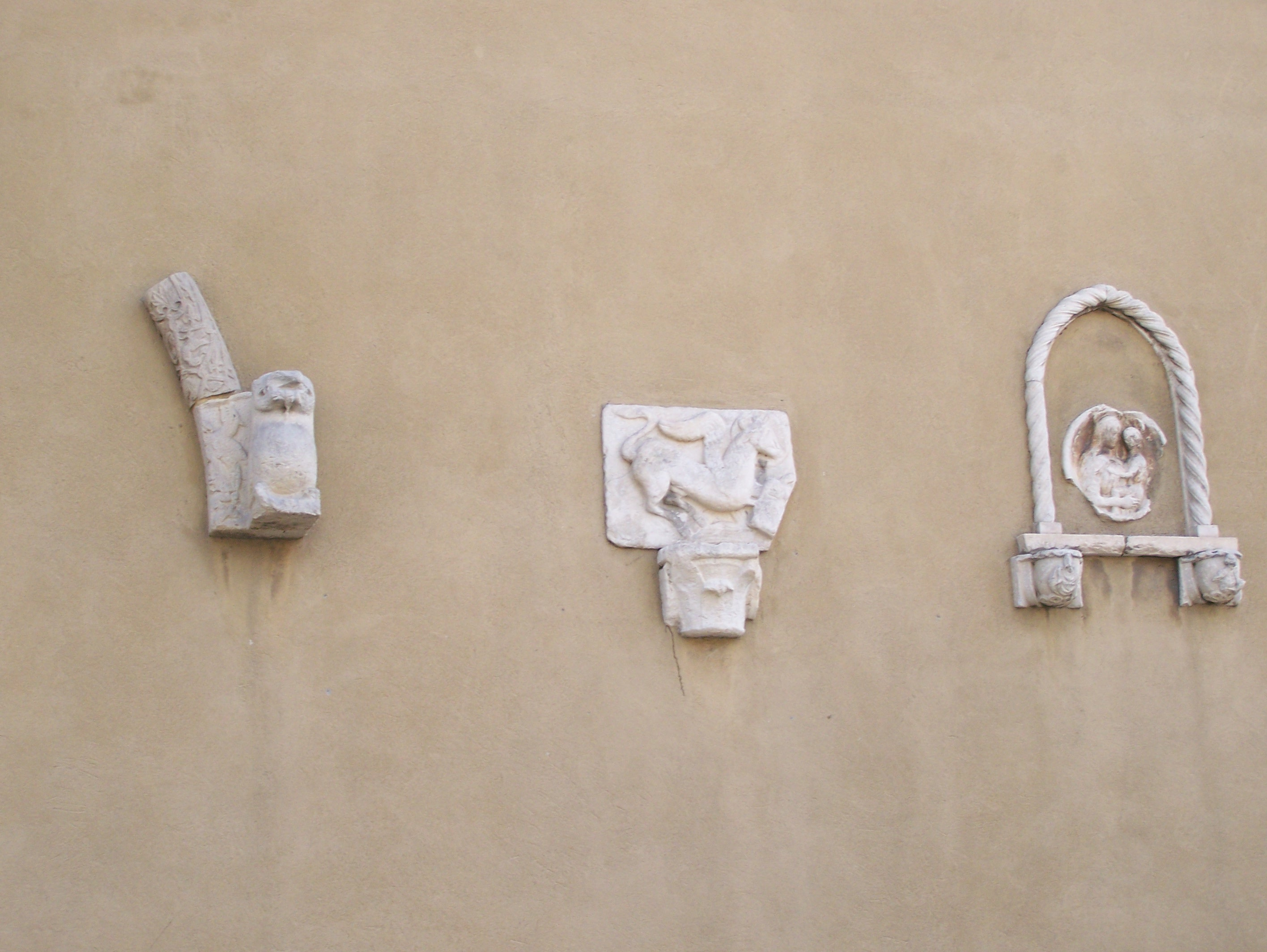
Alcuni reperti dell'antica collegiata visibili oggi lungo le mura esterne della chiesa di San Vittore

A seguito della caduta dell'Impero romano d'Occidente e l'assedio di Milano nel 539 d.C., la città si popolò maggiormente, accogliendo gli esuli provenienti dal capoluogo.
È di questo periodo la diffusione nell'Italia settentrionale del Cristianesimo che raggiunge anche Corbetta, com'è dimostrato dal ritrovamento nel 1971 della basilica paleocristiana sotto il pavimento della chiesa di San Vittore.
Nel 569 d.C. l'arrivo dei Longobardi fu segnato da una migliore legislazione e dalla comparsa delle prime testimonianze che citano espressamente la presenza del borgo.
Nel IX secolo la borgata ed il castello di Corbetta passarono sotto la signoria dell'arcivescovo di Milano.
Nel 1037 iniziano le ostilità tra l'arcivescovo Ariberto da Intimiano e l'imperatore Corrado II il Salico che, vedendo inutile porre l'assedio a Milano per la moltitudine dei difensori, il 28 maggio si dirige verso Corbetta e ne occupa il castello con le proprie truppe. Diverse fonti raccontano che l'improvviso scoppiare di fulmini a ciel sereno gettò nello scompiglio l'esercito di Corrado, mentre all'esterno dell'area tali fenomeni non si manifestarono. Secondo la cronaca di Landolfo il Vecchio, sant'Ambrogio apparve all'imperatore in atto di minaccia.

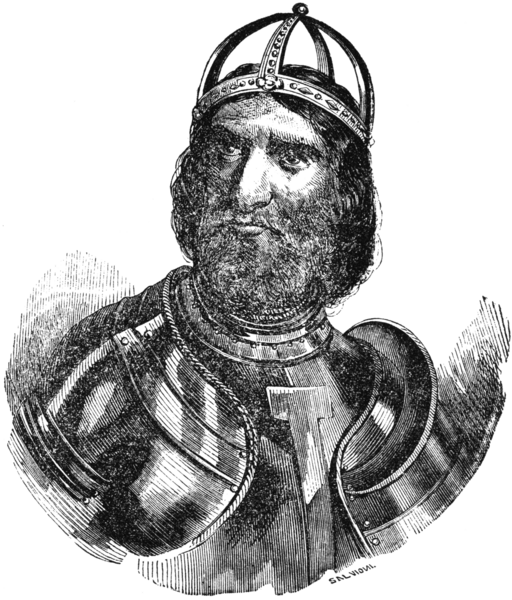
Federico Barbarossa mise a ferro e fuoco l'abitato di Corbetta nel 1154

Corbetta rimane nel tempo fedele ai milanesi contro gli imperatori e nel 1100 la borgata assume nuova importanza come luogo principale della Burgaria, uno dei quattro contadi del milanese, la quale si dice divisa in due parti con capoluogo rispettivamente Rosate e Corbetta.
Nel 1154, l'imperatore Federico Barbarossa mise a ferro e fuoco la borgata durante il conflitto con la coalizione dei comuni lombardi.
In un documento del 1162 - actum in loco Corbetta, Frederico imperatore regnante - col quale un tale Passavino detto Burro professava di vivere secondo la legge, Curia Picta viene per la prima volta ufficialmente indicata con il nome di Corbetta, anche se in una bolla del medesimo anno, con la quale papa Alessandro III conferma all'arcivescovo Umberto I da Pirovano ed alla sua chiesa tutti i diritti e possessi, non si fa menzione del luogo e del castello, che si suppone fossero già stati perduti a favore dell'Impero.
I Corbettesi combattono nelle file dell'esercito milanese nel 1239 contro Federico II che, sconfitto a Rosate, si riversa nuovamente con le sue truppe su Corbetta, oltrepassando poi il Po e raggiungendo in seguito la Toscana.

### L'epoca viscontea

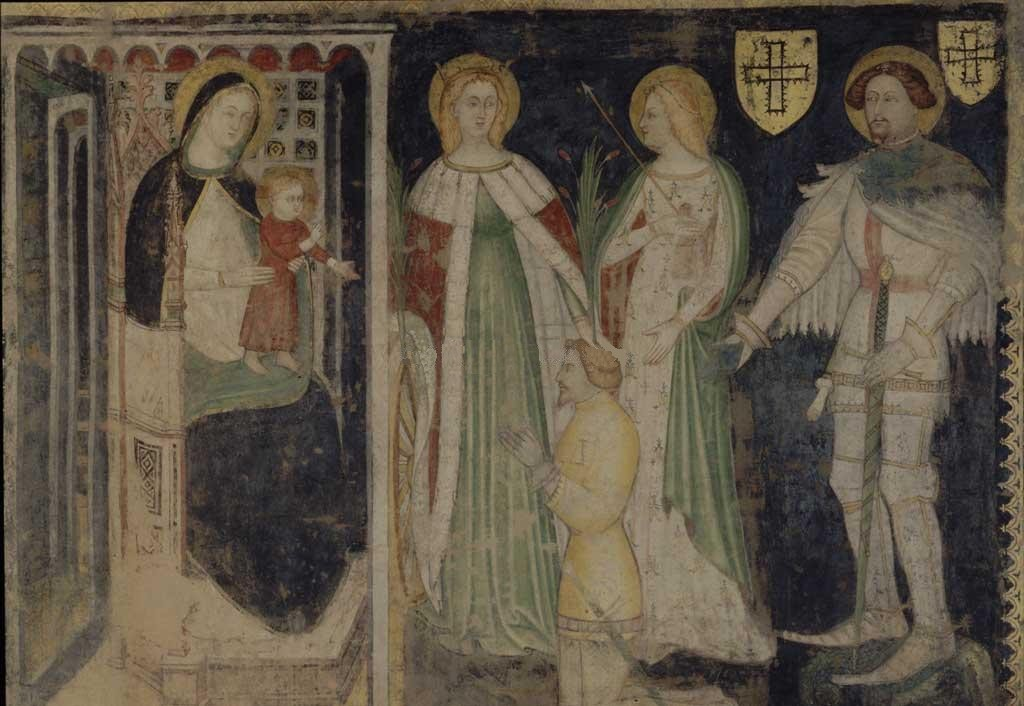
La Madonna col Bambino, santa Caterina, sant'Orsola, san Giorgio ed il devoto Teodorico da Coira dipinta nel 1382 da Simone da Corbetta, uno degli artisti più rappresentativi della Corbetta tardo-medievale (Pinacoteca di Brera, Milano).

Seguendo le sorti di Milano, Corbetta nel 1270 passò sotto la dominazione viscontea, che fu un ritorno quasi alla signoria arcivescovile, perché Ottone Visconti eletto arcivescovo nel 1262, con la battaglia di Desio nel 1277, diventò effettivamente arbitro di Milano, sebbene fossero mantenute le prerogative comunali.
Scarsino (o Scarsio o Squarcino) di Lanfranco dei Borri, capitano generale dei nobili esuli milanesi, per i servigi resi ad Ottone e a Matteo I Visconti (appoggiò infatti i Visconti contro i Torriani), ottiene nel 1275 a ricompensa molti feudi nel borgo di Corbetta, così che i Borri, originari di Santo Stefano Ticino, ne diventano i principali proprietari. Nel luglio 1289 a Corbetta convengono i rappresentanti della Repubblica Milanese e il Marchese Guglielmo VII del Monferrato al fine di concludere un'alleanza in funzione anti-viscontea. Nel 1292, ripreso il potere a Milano, Matteo Visconti, trovandosi il figlio alla corte di Carlo II di Napoli, facendosi precedere dal Podestà di Milano a Bernate Ticino, raccolse a Corbetta il grosso dell'esercito per poi dirigersi a Novara al fine di conquistarla. Con il successo dell'impresa il figlio del Visconti, Galeazzo, venne costituito dal padre podestà o vicario a Novara. Qui nel 1299 si ordì la congiura dei sostenitori del Monferrato che conquistano la città: Galeazzo Visconti ha appena il tempo di fuggire e di rifugiarsi presso il castello di Corbetta.
Sul finire del secolo XIII si distinse il pittore Simone da Corbetta, esponente della scuola lombarda: ci rimangono alcuni affreschi da lui eseguiti nella chiesa e nel chiostro di Santa Maria dei Servi a Milano ed ora conservati nella prima sala della Pinacoteca di Brera. Sempre sul finire del medesimo secolo, Goffredo da Bussero, autore del Liber notitiae sanctorum Mediolani, fornisce dei dati interessanti sulla pieve istituita localmente: essa dispone di 68 chiese e 86 altari ed è la seconda più grande dell'intera arcidiocesi di Milano; Corbetta ne è il capoluogo e chiesa battesimale.

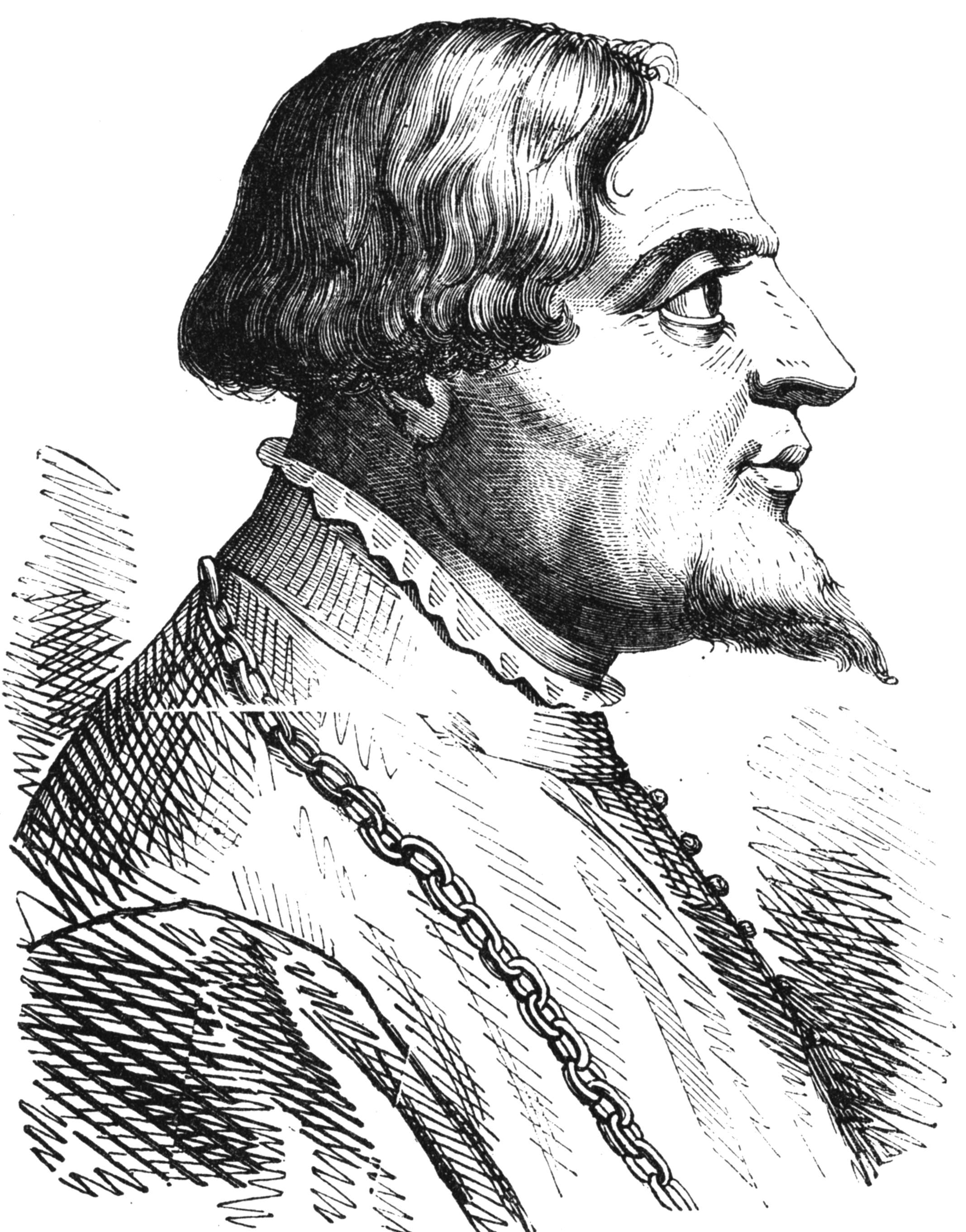
Nel 1376 l'allora duca ereditario Gian Galeazzo Visconti venne assediato al castello di Corbetta dalle armate del Monferrato

Il 4 gennaio 1363 Magenta e Corbetta vennero conquistate da una compagnia di inglesi al soldo del marchese del Monferrato ma solo al fine di compiere delle razzie: per questo motivo, Gian Galeazzo Visconti, conte di Virtù, è mandato dal padre Galeazzo II nel 1376 contro l'esercito del Monferrato in una campagna che costringe il Visconti a ritirarsi a Corbetta dove viene assediato. Gian Galeazzo, divenuto primo duca di Milano nel 1385 tolse il paese dalla giurisdizione della Burgaria, ponendolo sotto quella del podestà di Milano assieme a Cisliano, Sedriano, Bareggio, Bestazzo, San Pietro di Bestazzo e San Vito.
L'edificio politico costruito da Gian Galeazzo minacciò di crollare invece sotto il rovinoso governo del figlio Giovanni Maria che finì ucciso da congiurati sulla soglia della chiesa di San Gottardo a Milano, il 16 maggio 1412; egli aveva assoldato nel 1407 alcuni avventurieri spagnoli per la difesa del Ticino e li aveva stanziati nel castello di Corbetta. Nel XIV secolo di quattro contadi se ne erano formati due: Seprio-Burgaria e Martesana-Barzana, divenendo poi (sotto il governo di Carlo V d'Asburgo) semplicemente Seprio e Martesana.

### Il governo degli Sforza

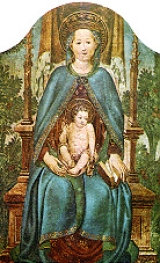
La Madonna di Corbetta, opera di Gregorio de Zavattari, venne dipinta al culmine del dominio sforzesco a Corbetta.

Con la salita al potere di Francesco Sforza, Corbetta cambiò nuovamente signoria ritrovandosi ora sottoposta al governo degli Sforza di Milano. Nel 1475, Gregorio de Zavattari dipinge una Madonna con Bambino sulla facciata dell'allora chiesa di San Nicolao a Corbetta, la quale meno di un secolo dopo diverrà famosa per i miracoli ad essa associati.
Nel 1499 le truppe francesi di Luigi XII invasero il territorio milanese ed il territorio di Corbetta, trovando debole difesa nei mercenari svizzeri assoldati da Ludovico il Moro per la difesa del ducato. Per questo lo Sforza si rifugiò dapprima in Germania da dove, nel febbraio 1500, con l'aiuto degli imperiali, riuscì a riprendere il governo del ducato per due mesi: quando i Francesi sconfissero le truppe milanesi a Novara lo imprigionarono in Francia dove morì. Luigi XII tornò padrone di Milano ma per breve tempo.
Nel 1513 il comandante delle truppe svizzere Matteo Schiner, vescovo di Sion e cardinale, assoldato da Massimiliano Sforza, primo figlio di Ludovico il Moro, riconquistò il ducato e lo cedette agli Sforzeschi. nel 1515, Francesco I di Francia riprendeva Milano, passando il governo da Carlo III di Borbone-Montpensier a Odet de Foix, conte di Lautrec. Per l'ultima volta Milano viene restituita per opera di Carlo V e di papa Leone X a un altro figlio del Moro, Francesco II, alla morte del quale, il 19 novembre 1535, i territori del ducato milanese passarono definitivamente sotto il dominio imperiale.
Gli Aliprandi, antica famiglia patrizia originaria di Milano, furono tra le famiglie aristocratiche di maggior peso a Corbetta tra il Cinquecento e il Settecento assieme alle famiglie Borri e Frisiani.. Queste famiglie ebbero tutte un ruolo attivo nella gestione amministrativa del santuario locale di cui patrocinarono la costruzione e l'arricchimento degli interni con pregevoli opere d'arte.

### Il dominio spagnolo

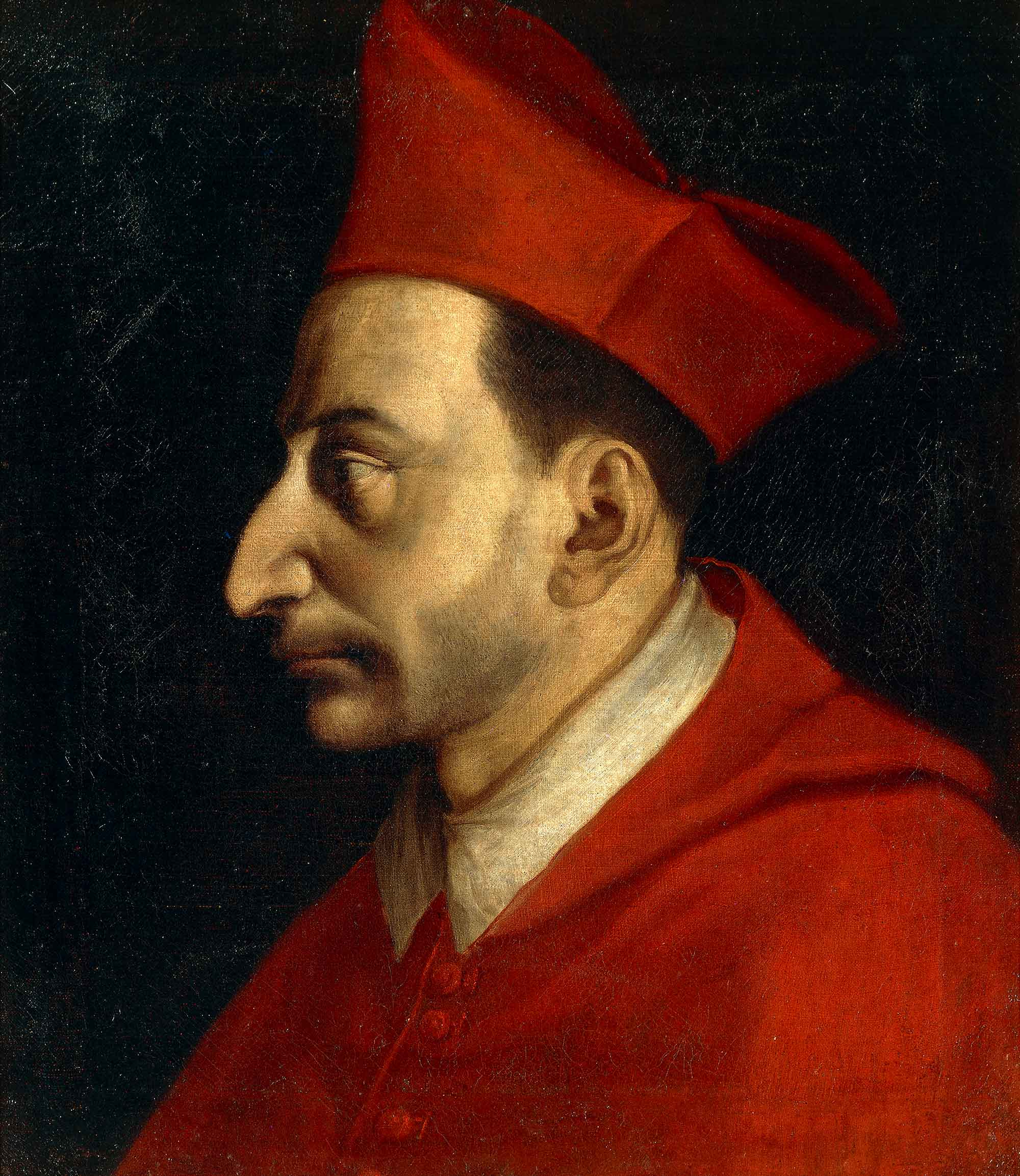
San Carlo Borromeo, cardinale e arcivescovo di Milano, fu sicuramente una delle personalità più decisive nella storia di Corbetta durante il periodo del dominio spagnolo. Visitò il paese in diverse occasioni e si interessò per la promozione del culto del santuario mariano locale.

Carlo V annetté il milanese ai domini spagnoli inaugurando uno dei periodi più nefasti della città di Milano. Di questo periodo sono Carlo e Federico Borromeo. Al 17 aprile 1555 risale l'evento del primo miracolo di Corbetta, i cui risvolti sociali e religiosi mutarono pesantemente l'assetto del paese. Dell'evento si occupò da subito l'arcivescovo di Milano, il cardinale Carlo Borromeo, il quale fece ottenere a Corbetta nel 1562 la "Bolla del Perdono" per la concessione annuale della remissione dei peccati in fora di giubileo, grazie alla sua personale influenza sullo zio Pio IV, pontefice regnante. Il 22 novembre 1577 lo stesso cardinale Borromeo, in occasione di una sua visita pastorale, consacrò solennemente la nuova campana maggiore della chiesa ed amministrò la cresima sul sagrato; riproporrà una sua visita a Corbetta l'anno successivo, nel viaggio di pellegrinaggio verso Torino per visitare la Sacra Sindone. Nel 1581, il 17 giugno, si ricorda un'altra visita del cardinale. Nel 1582 la popolazione corbettese si rivoltò al dominio degli Spagnoli assalendoli nei loro quartieri e saccheggiando anche la chiesa che fu riconsacrata il 29 luglio dello stesso anno.
Dopo la peste del 1630 che colpì Milano e la campagna circostante, tra cui Corbetta, nel 1631 le milizie tedesche, di ritorno dall'assedio di Mantova, saccheggiarono il paese e nel 1650 il castello, già in parte rovinato dagli assalti sostenuti, venne quasi interamente smantellato (rimase in piedi solo la torre attualmente visibile) e i pochi resti rimasti vennero adibiti ad abitazione privata. Il materiale di recupero del demolito castello venne utilizzato per costruire alcune delle ville gentilizie ad esso ancora oggi adiacenti. A questo periodo risale la costruzione di alcuni edifici storici dell'attuale corso Garibaldi, definiti "Quartiere Spagnolo" o "degli Umiliati" in quanto risultavano di proprietà della compagnia dei frati Umiliati di Brera.
A partire dal 1706, in seguito alla crisi del Regno di Spagna avvenne l'occupazione di tutto il territorio milanese ad opera di Eugenio di Savoia, che passò il dominio agli austriaci, formalizzando la Pace di Rastatt del 1714.

### Dal periodo austriaco alla conquista napoleonica

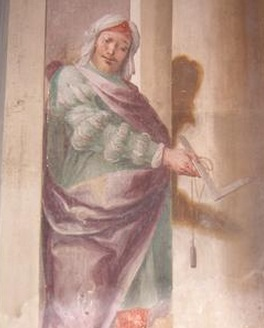
I numerosi interventi architettonici di Francesco Maria Richini (qui raffigurato in un affresco di Villa Frisiani Mereghetti a Corbetta da Giovanni Stefano Danedi detto "il Montalto") consacrarono Corbetta a luogo di delizia per le famiglie aristocratiche milanesi.

Il primo periodo della dominazione austriaca sotto Giuseppe I (1711) e Carlo VI non fu molto più felice del precedente e nemmeno più pacifico. Per le mire espansionistiche di Filippo V di Spagna e dell'alleato Carlo Emanuele III di Savoia, il ducato di Milano venne occupato nuovamente dagli spagnoli ma, con la pace di Vienna (1736), lo stato milanese tornava all'Austria di Maria Teresa d'Asburgo. È questo inoltre il periodo in cui il territorio viene per la prima volta ufficialmente mappato nell'opera del Catasto Teresiano.
In questo periodo Corbetta si abbellisce delle sue più sontuose ville gentilizie e ritrova il perduto splendore grazie alla mano di abili architetti del calibro di Francesco Maria Richini e Francesco Croce che attuano importanti ammodernamenti sulle strutture già esistenti, creando anche nuove residenze per gli aristocratici milanesi, ville e palazzi che oggi costituiscono per il paese una perla nel circolo delle Ville di Delizia del Naviglio Grande. Sul fronte religioso, ad ogni modo, la pieve di Corbetta perde sempre più la propria secolare importanza, vedendosi stralciata nel 1743 la parrocchia di Magenta che ha acquisito negli anni maggiore preminenza rispetto alla prepositurale corbettese. nel 1786 il comune di Corbetta fu inserito nella provincia di Pavia e poi, dal 1797, nel dipartimento del Ticino.
Il 15 maggio 1796, però, il generale Napoleone Bonaparte entrò a Milano, vincitore degli austriaci, succedendosi alla guida della prima e poi della seconda Repubblica Cisalpina, della Repubblica Italiana e infine del Regno napoleonico d'Italia con il quale Milano conobbe un nuovo periodo di preminenza politica e civile. A Corbetta venne in quegli stessi anni soppresso il capitolo plebano, mantenendone unicamente l'entità parrocchiale ancora oggi esistente. L'antica pieve venne sostituita dal governo francese con il Distretto di Corbetta (n.3) del nuovo Dipartimento del Ticino che, creato nel 1797, venne abolito appena un anno dopo a causa dei nuovi rivolgimenti politici ed a favore di entità governative territoriali più estese.

### Dalla battaglia di Magenta all'Unità d'Italia

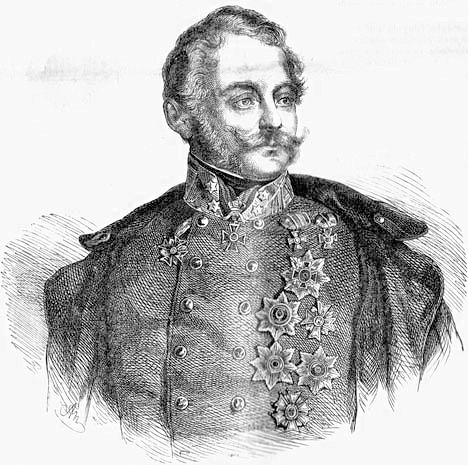
Alla vigilia della battaglia di Magenta, il 3 giugno 1859, il feldmaresciallo ungherese Ferencz Gyulai pose a Corbetta uno dei propri quartieri generali

Il 3 giugno 1859, alla vigilia della Battaglia di Magenta, a Corbetta venne stabilito uno dei quartieri generali del comandante delle truppe austriache impegnate poi nello scontro, il feldmaresciallo ungherese Ferencz Gyulai (posto presso Villa Massari, nel centro abitato), accampamento che venne in seguito arretrato ad Abbiategrasso il 5 giugno dopo che i soldati francesi (46.883 uomini), con uno sparuto gruppo di bersaglieri piemontesi (634 uomini), avevano sconfitto la seconda armata austriaca (55.792 uomini) permettendo a Vittorio Emanuele II d'Italia ed a Napoleone III di Francia di entrare trionfanti a Milano l'8 giugno dello stesso anno.
La 2ª divisione di cavalleria austro-ungarica del 7º Corpo d'armata al comando del feldmaresciallo luogotenente von Lilia, comprendente le brigate von Weigl e von Dondorf, era acquartierata nei giardini e nelle scuderie del castello di Corbetta, mentre nella frazione di Cerello sostava il reggimento di cavalleria di riserva agli ordini del conte Alessandro di Mensdorff ed a Castellazzo de' Stampi la brigata conte Alajos Pálffy: tutte queste forze non vennero impegnate in maniera diretta nelle operazioni militari.
La memoria popolare narra che all'imbrunire, sul finire della battaglia di Magenta, numerosi fanti austro-ungarici sbandati in rotta verso Corbetta vennero raggiunti da "zuav frances cont la faccia da demòni" ("zuavi francesi con la faccia da demoni", in realtà si trattava del 9º Battaglione Bersaglieri al comando del generale Filiberto Mollard e di alcuni reparti di Cacciatori della Guardia Imperiale) all'altezza dell'attuale Piazza del Popolo ed ivi passati per le armi o fatti prigionieri. Con l'unità d'Italia il comune di Corbetta passò dalla provincia di Pavia a quella di Milano.

### Dalla fine del XIX secolo ad oggi

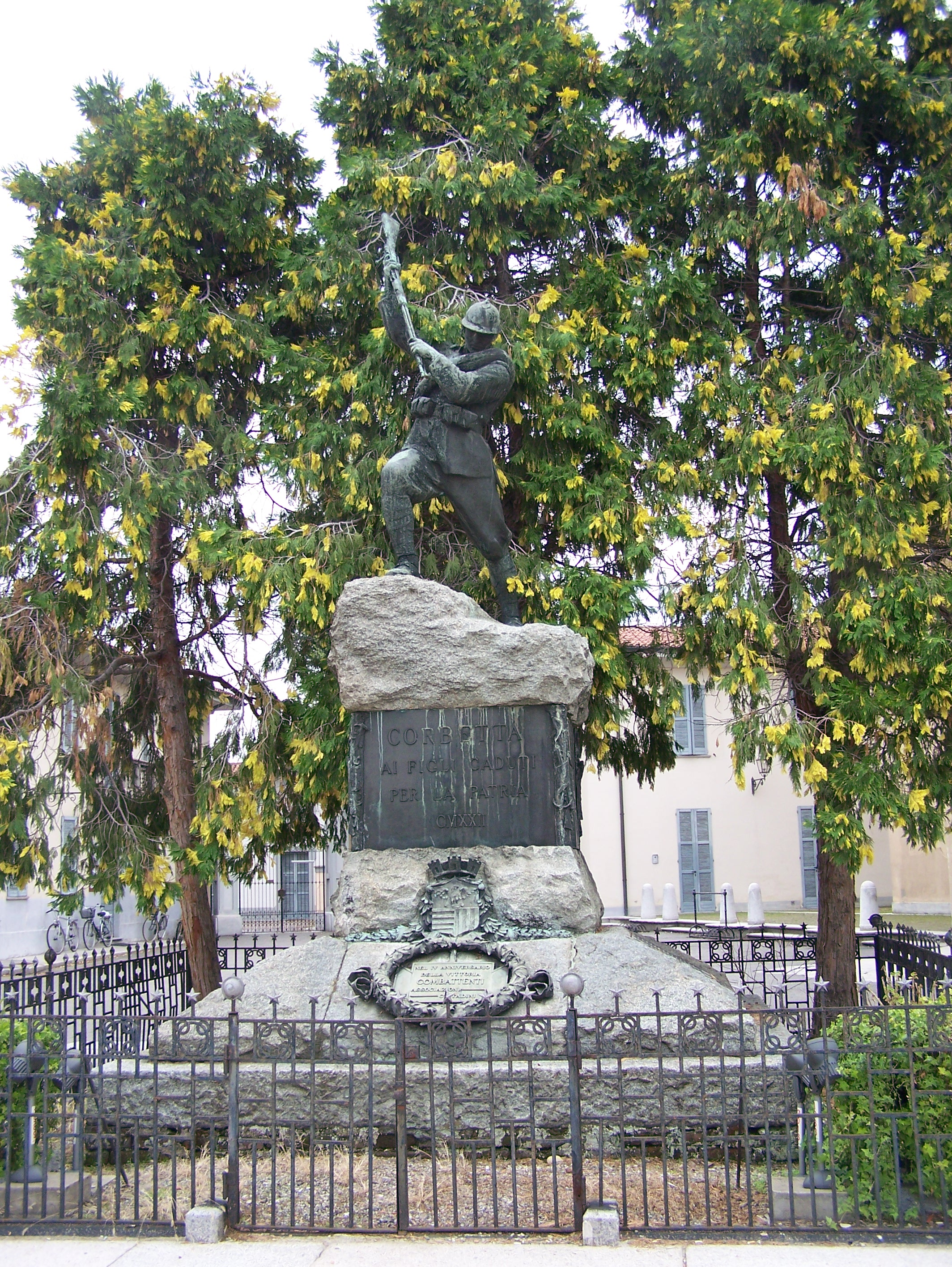
Il monumento ai caduti, realizzato su progetto dello scultore Vincenzo Gemito ed inaugurato nel 1922 in piazza Canonica.

Nel 1866, con la nascita della Guardia Nazionale, anche Corbetta ebbe un suo distaccamento con sede nel castello: era composto di centocinquanta uomini divisi in quattro squadre.
Tra il 1885 ed il 1889 in diversi paesi del milanese si registrarono numerosissimi scioperi agrari. I contadini, ridotti alla fame dai "pendizzi" (debiti ma anche vergognose "appendici" nei contratti d'affitto) e da paghe miserevoli, oltre che esasperati a causa di annate sfortunate ed improvvise morie di "cavaler" (bachi da seta), spesso l'unica fonte di sostentamento per le famiglie degli "obbligàa" (salariati), scesero in piazza contro i padroni. In particolare nel 1889, dopo Casorezzo, si mossero i braccianti di Ossona, Arluno, Santo Stefano Ticino, Vittuone, Sedriano, Bareggio ecc. Domenica 19 maggio, davanti al Municipio di Corbetta (allora sito in Via Cavour e corrispondente all'attuale numero civico 5), una trentina tra Regi Carabinieri e agenti di pubblica sicurezza sparò sulla folla uccidendo il diciottenne Enrico Lovati, ferendo in maniera grave almeno sette persone ed arrestando ventuno manifestanti.
Nel 1891 venne inaugurata la nuova chiesa, ma il rovinoso crollo del campanile (2 giugno 1902), dovuto all'altezza di 81 metri e al peso delle nove campane, ne ritardò il completamento sino al 1908.
Durante la Grande Guerra Corbetta ebbe 193 caduti, commemorati nel 1922 da un monumento presso la piazza principale del paese, realizzato su progetto di Vincenzo Gemito ed inaugurato da mons. Luigi Maria Olivares, vescovo di Sutri e Nepi e originario di Corbetta.
Nel 1921 il comune ha 7.689 abitanti e in quel periodo la struttura urbanistica del paese subisce radicali cambiamenti. La forza lavoro è principalmente occupata nelle industrie sparse sul territorio ma una buona parte di lavoratori rimane comunque dedita all'agricoltura.
Ad Abbiategrasso nell'agosto del 1944 furono arrestati, per ordine del capitano tedesco Theodor Saevecke, responsabile della Strage di Piazzale Loreto a Milano, otto civili tra cui il partigiano corbettese Pierino Beretta, poi torturato e trucidato presso Torriano di Pavia perché ritenuto responsabile assieme ai compagni di due attacchi a truppe tedesche. A questo tragico fatto fece seguito l'esecuzione di quattro ex rappresentanti del fascio locale presso il Naviglio Grande.
Il 5 febbraio 1988 a Corbetta viene conferito il titolo di città dal presidente della repubblica italiana Francesco Cossiga. Oggi Corbetta si sta consolidando sempre più come polo culturale e naturalistico, e per rendere ancora più realistiche queste prerogative nel 2007 ha preso il via il progetto "ecosostenibilità", che si propone lo scopo di rendere il comune ecosostenibile a basso impatto ambientale.

### Simboli
Stemma

Sulla base di un antico documento è stato accertato che l'attuale stemma del comune, riconosciuto con il DPCM del 29 gennaio 1952,veniva già utilizzato sin dal 15 gennaio 1892. La sua più attendibile origine parrebbe riferirsi in particolare a considerazioni di carattere storico e descrittivo del territorio. Infatti l'aquila di nero, sul capo d'oro, sembra possa fare riferimento al periodo in cui la città era soggetta al dominio dell'Impero austriaco o un riferimento alla famiglia nobile dei Frisiani, residente in loco già dal XVI secolo; il fasciato d'argento e d'azzurro ed il palato d'azzurro e d'argento alluderebbero invece ai trentatré fontanili che si intersecano sul territorio comunale.
Gonfalone

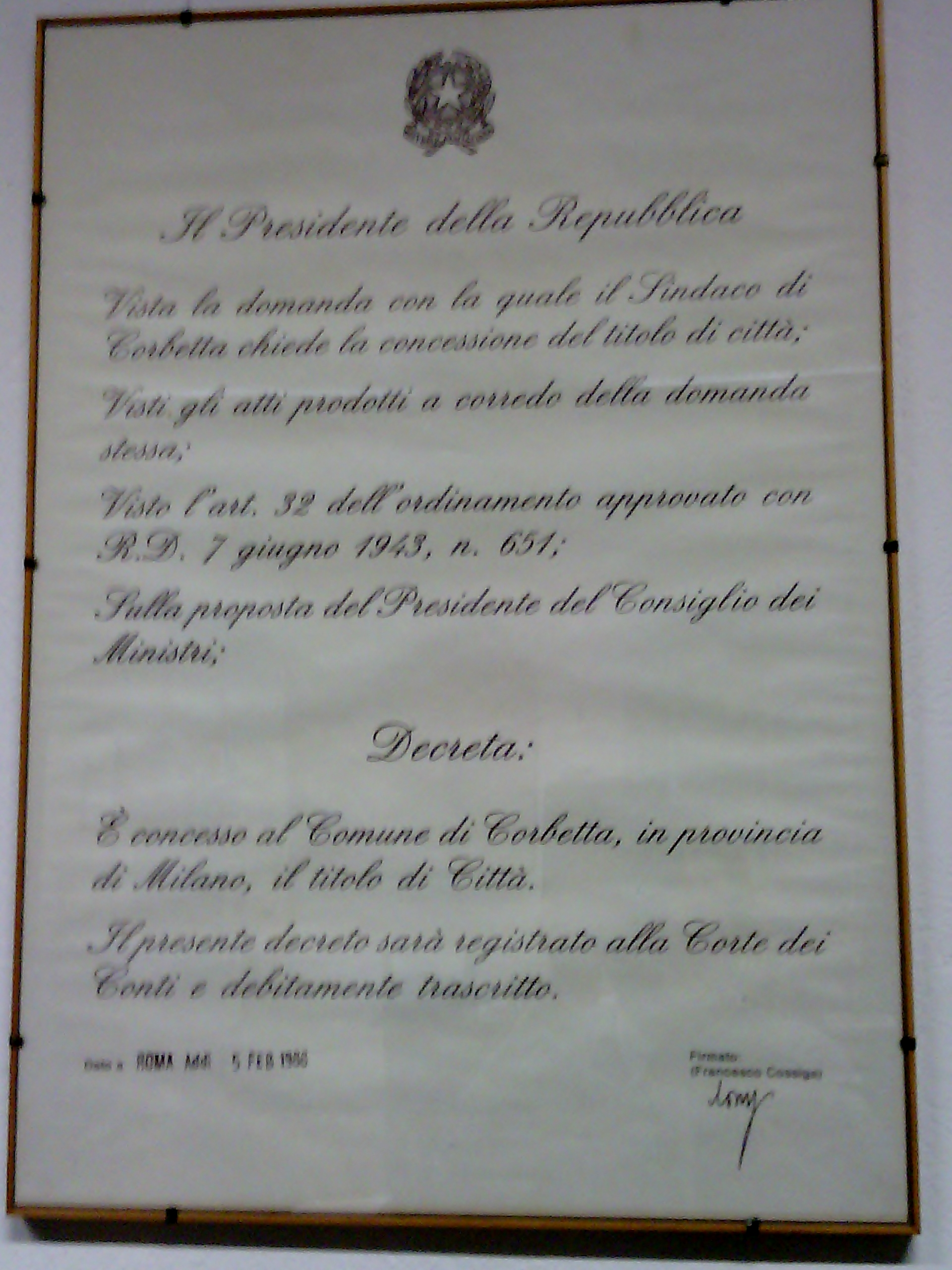
Il documento di concessione del titolo di città a Corbetta firmato dal presidente Cossiga.

Il gonfalone è stato concesso con DPR del 12 febbraio 1962.
Bandiera

### Altri riconoscimenti
Per quattro anni consecutivi (2009, 2010, 2011 e 2012) il comune di Corbetta ha ricevuto il premio "Comune fiorito" dell'Associazione regionale dei produttori florovivaistici in riconoscimento della propria attività a promozione del verde e dei fiori, meritandosi simbolicamente tre fiori su quattro sul cartello appositamente creato per essere posto all'ingresso della città.
Per il 2018 la città di Corbetta è stata riconosciuta città europea dello sport da ACES.
Nel 2024 la città di Corbetta è stata ufficialmente nominata capitale europea della diversità e dell'inclusione

## Monumenti e luoghi d'interesse

### Architetture religiose

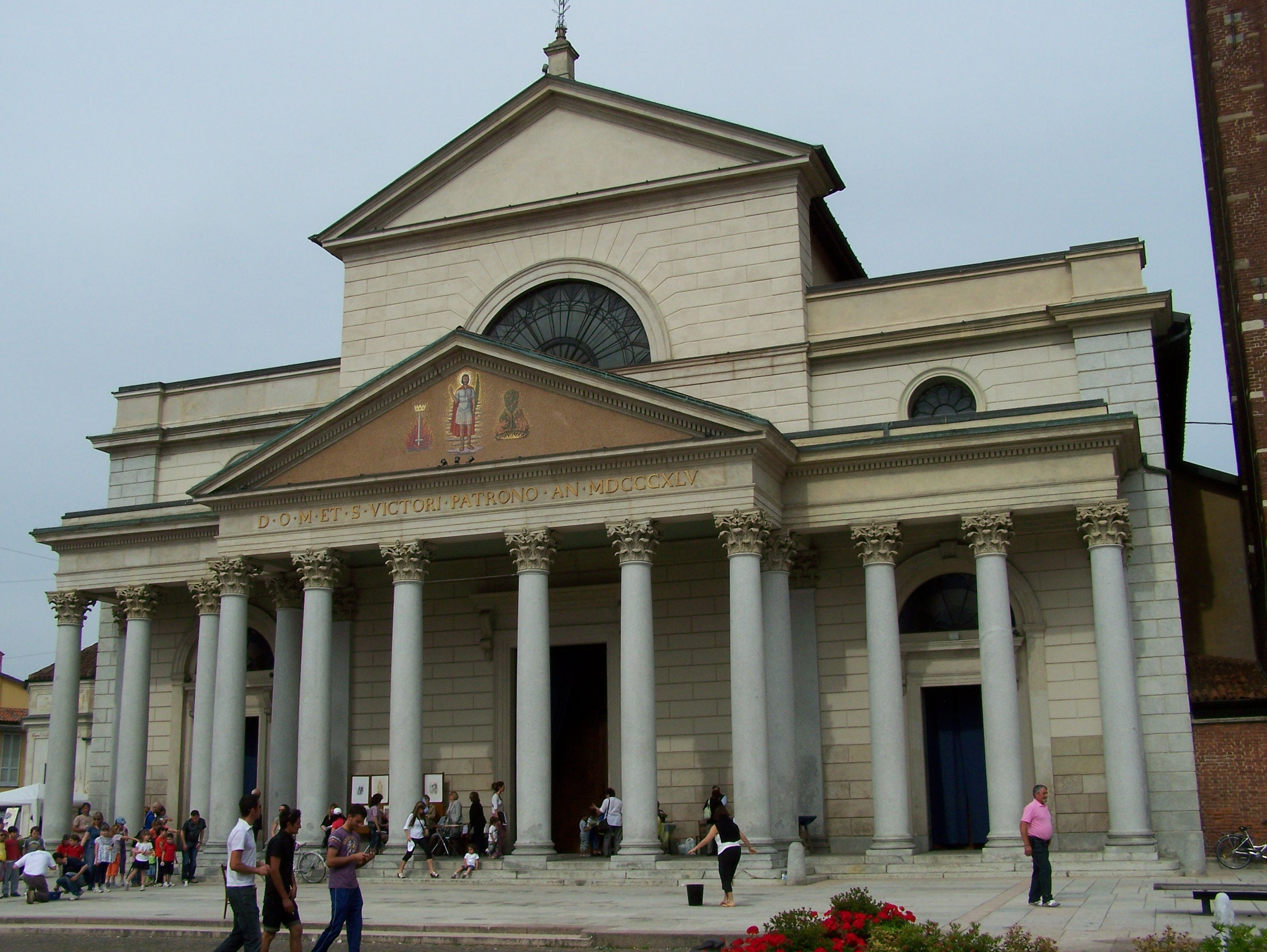
La facciata della chiesa prepositurale di San Vittore

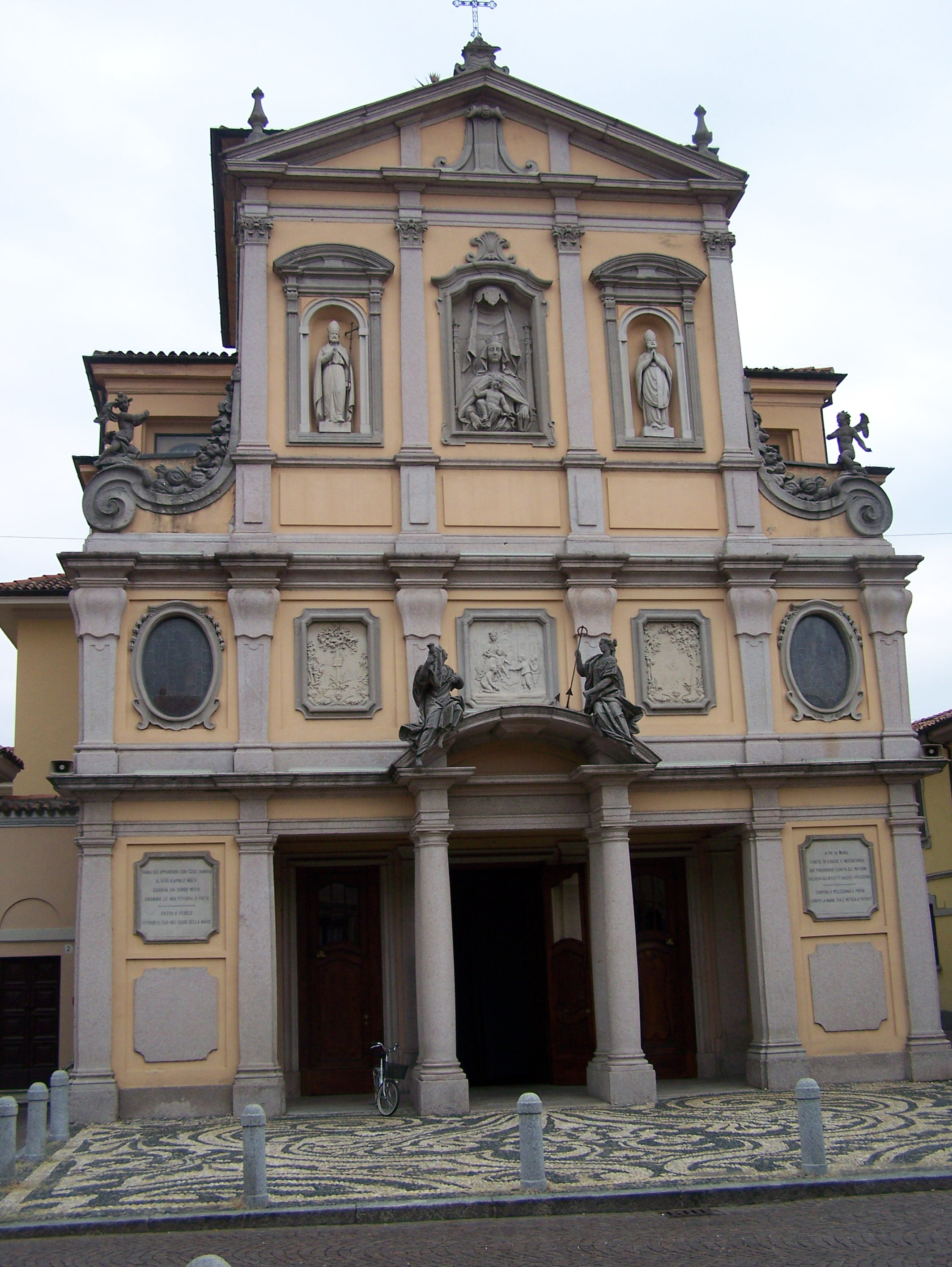
La facciata del Santuario della Beata Vergine dei Miracoli di Corbetta

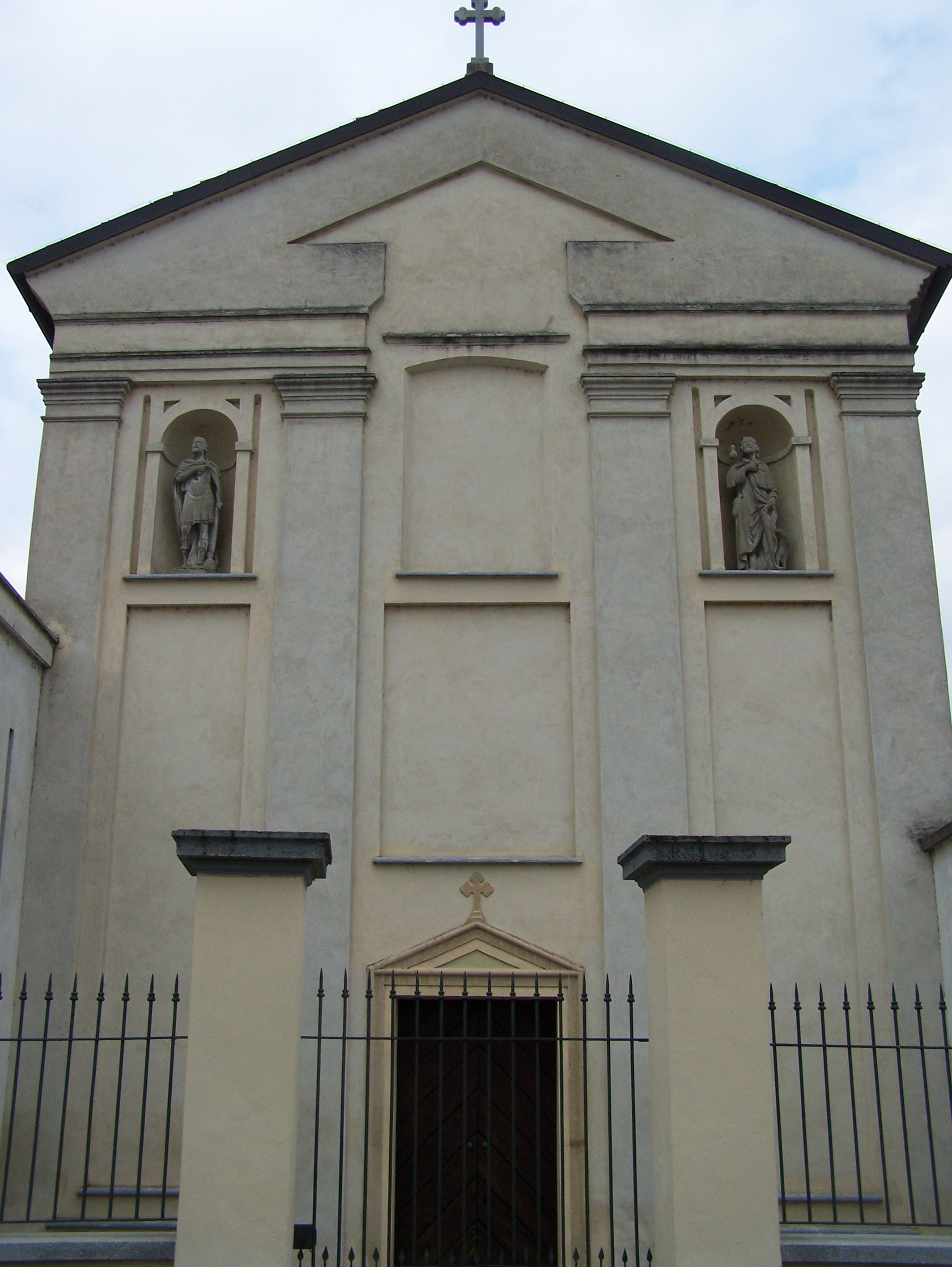
La chiesa di San Sebastiano

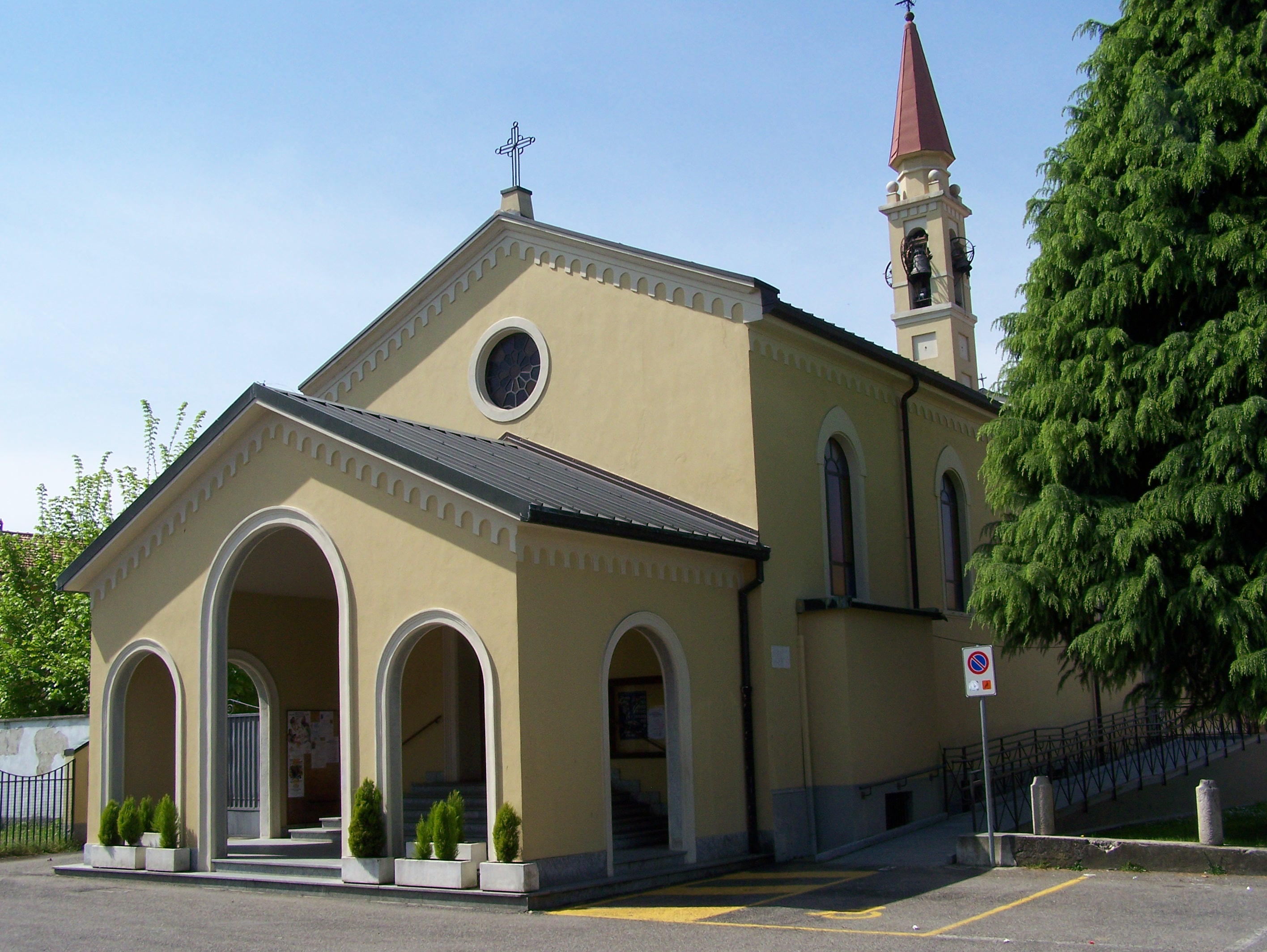
La chiesa di San Vincenzo a Cerello

La chiesa dei Santi Giuseppe e Alfonso a Castellazzo de' Stampi

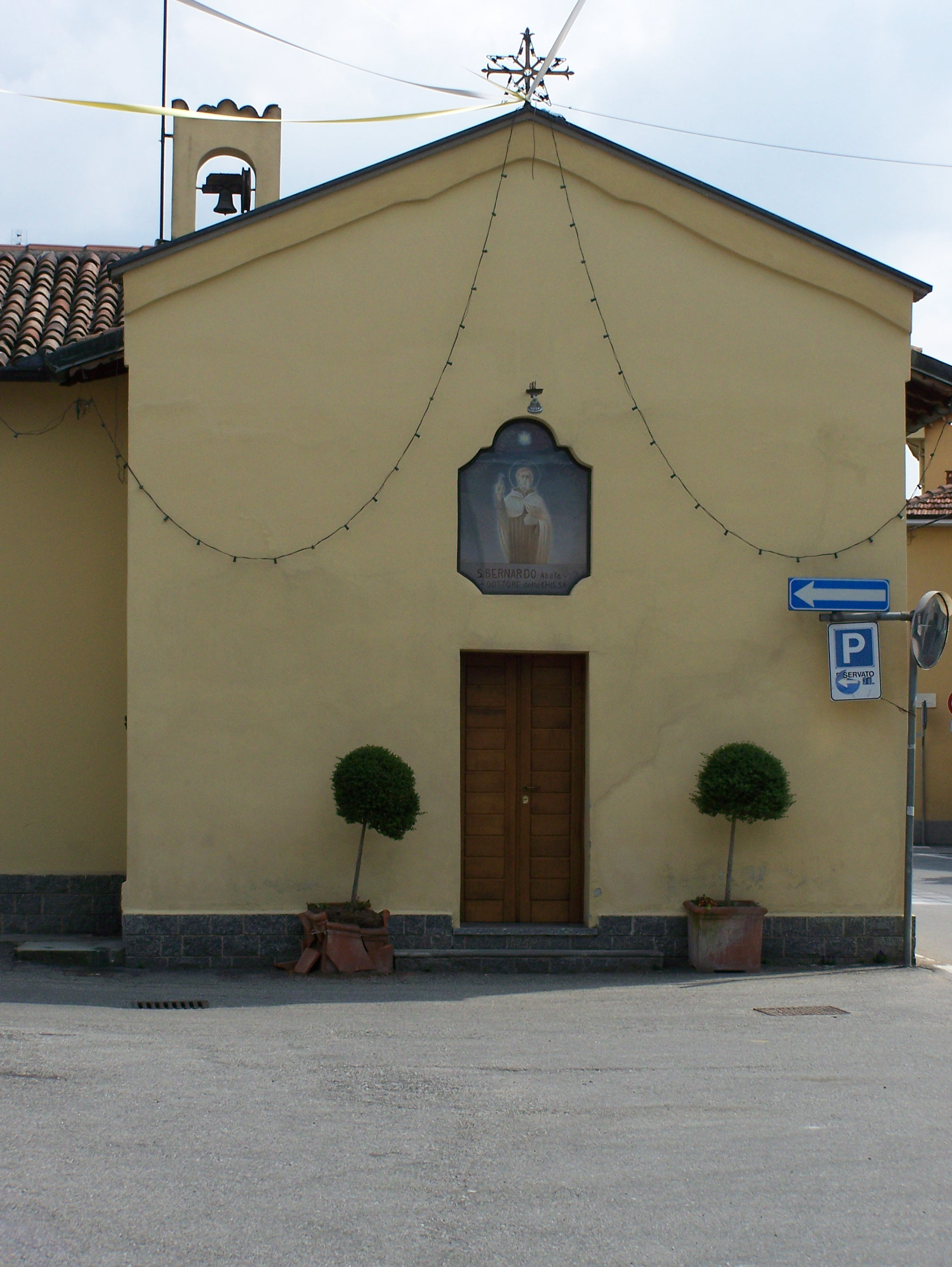
La chiesa di San Bernardo a Soriano

Chiesa prepositurale di San Vittore Martire
La chiesa prepositurale di San Vittore martire è il luogo di culto cristiano più antico ancora oggi presente in Corbetta, facendo risalire le proprie origini al III secolo. Il tempio sacro venne ricostruito in stile romanico nel 1037, giungendo poi attraverso diversi lavori di rifacimento tra XVI e XVIII secolo, conclusisi nel 1792, all'edificazione dell'attuale monumento neoclassico ad opera dell'architetto ticinese Pietro Taglioretti. La facciata venne completata tra il 1845 ed il 1848 su disegno dell'architetto Luigi Cerasoli. I lavori ripresero nel 1898 quando si alzò a 81 metri il campanile, crollato il 2 giugno 1902 e ricostruito a 71 metri nel 1908. La chiesa, nei suoi oltre mille anni di storia, ha assistito al passaggio di molti personaggi di rilievo, data anche la posizione particolare non solo della città di Corbetta ma anche la prerogativa di essere sede plebana: la chiesa corbettese fu per secoli capoluogo di riferimento religioso per buona parte delle parrocchie dell'ovest milanese e del magentino, a cui capo sta oggi come un tempo la figura di un prevosto, come spetta appunto alle sedi religiose privilegiate. Attualmente la chiesa ha il ruolo di parrocchia unicamente per la città di Corbetta, dopo la soppressione delle pievi nel 1972, ma continua a mantenere alcune prerogative specifiche di antico retaggio.
Santuario arcivescovile della Beata Vergine dei Miracoli
Edificio sacro della massima importanza nell'architettura rinascimentale e barocca del magentino, il Santuario Arcivescovile della Beata Vergine dei Miracoli si presenta come uno dei principali luoghi di culto del paese e delle zone limitrofe; un tempo posto alla periferia della città, costruito su un'area ove sorgeva una precedente chiesa dedicata a San Nicola, il santuario si trova oggi in pieno centro storico. Grazie a un evento miracoloso che sarebbe avvenuto nel 1555, la chiesa divenne il punto di riferimento del culto mariano in città, mutando radicalmente la propria struttura per costruire un santuario suddiviso (cosa unica nel suo genere) articolato su due livelli: il piano inferiore tuttora dedicato a San Nicola, e quello superiore (che ospita l'immagine miracolosa ad affresco) consacrato al culto della Madonna. Nel corso dei secoli grandi artisti come Francesco Croce, Fabio Mangone, Vincenzo Seregni, Francesco Pessina, Carlo Francesco Nuvolone, Giulio Cesare Procaccini, Giovan Battista Discepoli, Mosè Bianchi da Mairago e Luigi Pellegrini Scaramuccia detto il Perugino hanno contribuito con le loro opere ad aumentarne lo splendore; è altresì stato visitato da personalità eminenti come San Carlo Borromeo che durante il suo episcopato si fece promotore presso la Santa Sede del culto mariano presente in questo santuario, riuscendo ad ottenere per Corbetta la concessione dell'indulgenza annua in forma giubilare, tradizione che ancora oggi, tramite la Confraternita del Santo Rosario, rimane viva grazie ad una serie di celebrazioni definite "il "Perdono di Corbetta"". Nel Novecento, diversi arcivescovi milanesi hanno visitato il santuario in pellegrinaggio, tra i quali il beato Alfredo Ildefonso Schuster e Giovanni Battista Montini (poi papa Paolo VI e santo).
Chiesa di San Sebastiano
Le origini della chiesa di San Sebastiano si fanno risalire al 1609, quando il conte Carlo Borri e Giovanni Battista Lampugnano posarono rispettivamente la prima e la seconda pietra dell'oratorio. Notevoli donazioni provengono al capitolo dal testamento del prevosto Orsino Spadense da Urbino deceduto il 28 marzo 1620, fatto che accelerò la costruzione del piccolo tempio nel centro cittadino. Nel 1635 la chiesa ormai completata venne inclusa in quelle sussidiarie della parrocchia e come tale non disponeva di alcun prete; rimase in tale stato sino al 1787 quando venne definitivamente profanata. Nel 1880 la chiesetta viene abbellita e ristrutturata negli interni, per poi essere venduta al capitolo della parrocchia nel 1921, inaugurandone un nuovo altare nel 1927. L'esterno, costituito da una struttura estremamente semplice, è preceduto da un piccolo cortile con cancello, mentre la facciata della chiesetta è realizzata con la classica struttura terminante a timpano, sovrastato da una croce in pietra. Uniche decorazioni presenti, oltre alle alte lesene, sono due statue poste in due nicchie nella parte superiore della facciata, rappresentanti San Rocco e San Fermo. L'interno, strutturato su una sola navata che conduce sino al presbiterio, è interamente decorato ad affreschi: sul soffitto della chiesa sono rappresentati quattro scene della vita di San Sebastiano. Sulla controfacciata si trovano due grandi affreschi: il primo, sovrastante la porta d'ingresso, rappresenta San Pietro e sopra di lui, in gloria, spicca l'immagine di San Fermo (ai lati si trovano due targhe commemorative dei restauri subiti in precedenza). Le pareti accolgono anche due cappelle devozionali decorate a finte strutture in gusto barocco, una dedicata alla Madonna e l'altra a San Giuseppe. Il presbiterio è distinto dalla navata da una stupenda balaustra in marmo rosa e da un arco trasversale decorato a vista con piccoli medaglioni rappresentanti san Carlo Borromeo (a sinistra), sant'Attilio (in centro) e sant'Ambrogio (a destra). Più in basso, ai lati di questo arco introduttivo, due nicchie accolgono le statue di san Sebastiano (a sinistra) e sant'Antonio di Padova (a destra). L'area dell'altare è decorata sulla volta a crociera del soffitto con quattro grandi affreschi rappresentanti i quattro evangelisti, mentre le pareti laterali sono completate da due quadroni rappresentanti i momenti culminanti della vita di San Sebastiano, "San Sebastiano si reca dall'Imperatore Diocleziano" e "Il martirio di San Sebastiano", realizzati dal pittore milanese Natale Penati tra il 1948 ed il 1949. L'altare, di forme sobrie, è integralmente ligneo e dipinto a simulare il marmo.
Chiesa di Sant'Ambrogio
L'oratorio della Beata Vergine di Sant'Ambrogio è parte di un consistente numero di edifici religiosi edificati nel XVII secolo nella Pieve di Corbetta, anche se la sua edificazione viene tradizionalmente fatta risalire all'episodio che vede la sosta di Sant'Ambrogio nel territorio corbettese durante la sua fuga dai milanesi che volevano proclamarlo loro vescovo per acclamazione. L'attuale costruzione fu eretta su un'area già occupata nella seconda metà del Cinquecento da un piccolo e fatiscente edificio religioso, una visita pastorale lo descrive come segue: «[...] non vi era il pavimento, il tetto era rotto, l'altare distrutto e di conseguenza non si celebrava la messa [...]». L'edificio venne completamente ricostruito a partire dal 1667 e venne inaugurato nel 1680 dal prevosto corbettese di allora, Pietro Antonio Vigorè. Nel 1732 i deputati di questo oratorio decisero di erigere il campanile che venne poi distrutto nel 1938 perché pericolante.
Chiesa di San Vincenzo a Cerello
La chiesa di San Vincenzo, posta nella frazione di Cerello, fu edificata ai primi dell'Ottocento quale cappella di famiglia dei nobili Casnati. Solo successivamente venne aperta al culto degli abitanti di Cerello e della confinante frazione Battuello. Nel 1939 la struttura venne ampliata con la costruzione della sacrestia e del campanile. Per sopperire alle esigenze religiose degli abitanti della frazione, nel 1953 nella chiesa venne istituita la vicaria curata e il 15 ottobre 1956 l'arcivescovo di Milano Giovanni Battista Montini istituì la parrocchia di Cerello e Battuello. Esternamente l'edificio si presenta in forme moderne e semplici, con un portico e il campanile che riprende le forme della torre campanaria di Corbetta. Nel 2006 la chiesa è stata completamente ristrutturata; in quella occasione le Poste italiane hanno emesso un annullo su cui è raffigurato San Vincenzo Martire.
Chiesa dei Santi Giuseppe e Alfonso a Castellazzo de' Stampi
Per soddisfare le esigenze di culto della frazione di Castellazzo de' Stampi, che nell'ultima metà del secolo si è espansa notevolmente, tra il 1955 ed il 1957 è stata edificata la chiesetta dei Santi Giuseppe e Alfonso (detta semplicemente di San Giuseppe) grazie alla donazione del terreno necessario da parte del possidente locale, Alfonso Marmonti. Già la visita del cardinale Pozzobonelli nel XVIII secolo, ad ogni modo, aveva testimoniato l'antichità del culto di San Giuseppe nella frazione, ove già era venerata un'immagine votiva dedicata al santo nella cascina principale della frazione, detta Curta Granda. Al semplice esterno della chiesa, con struttura a capanna e decorato di una croce marmorea dipinta sul fronte sopra il portale, si accompagna l'interno a navata unica sormontata da una volta a botte: lungo la navata, sulle cui pareti sono dipinti riquadri architettonici e dove sono presenti lesene scanalate di stile corinzio di colore bianco e oro, si trovano le statue di san Giuseppe e della Madonna.. Una balaustra in marmo rosa e un arco a tutto sesto separano il presbiterio sopraelevato, al centro del quale sorge l'altare postconciliare, in marmo nero. Addossato alla parete è invece l'altare preconciliare, sovrastato da un grande quadro d'epoca raffigurante "San Giuseppe che tiene per mano Gesù bambino", di ispirazione murilliana, affiancato da sei ampie monofore a vetrate azzurre che danno luce all'interno della cappella. La cappella è stata completamente restaurata nel 2015 grazie al contributo della popolazione locale e del comitato di frazione.
Oratorio di San Bernardo a Soriano
L'Oratorio di San Bernardo è l'unico edificio di culto presente nella frazione di Soriano. Di origini molto antiche esso era probabilmente un semplice oratorio campestre quando venne completamente ricostruito nel Seicento sulla base di un progetto che è stato attribuito al Richini. L'edificio, ad aula quadrangolare con forma semicircolare nel presbiterio, è dedicato a San Bernardo e si trova lungo la via principale della frazione. L'esterno, di forme molto semplici, è configurato da una facciata terminante in un timpano decorato da un cornicione che segue il perimetro del tetto. L'interno è decorato con alcuni affreschi di autori sconosciuti, oggi in gran parte danneggiati dall'usura del tempo. Quasi completamente intatto è invece rimasto l'affresco della facciata, inserito in una nicchia barocca protetta oggi da un vetro e raffigurante il Santo patrono dell'oratorio dipinto negli anni '80 del Novecento dal prevosto corbettese Edoardo Sacchi.
Cappella dell'oratorio di San Luigi Gonzaga
L'Oratorio di San Luigi Gonzaga è una cappella costruita all'interno del complesso dell'oratorio maschile parrocchiale. L'attuale struttura, ricavata in seguito alle ristrutturazioni realizzate a partire dal 1993, è andata a sostituire una precedente grande cappella con una caratteristica forma "a botte" che un tempo si trovava dove ora è il cortile asfaltato e che era stata costruita negli anni Settanta del XX secolo dal noto scrittore ed architetto corbettese Luciano Prada. La struttura attuale, a pianta quadrangolare, è costituita da un unico altare decorato con semplici affreschi sfumati a rappresentare l'ultima cena di Cristo e sormontato da un controsoffitto a lunetta. Dalla vecchia chiesa è stata tratta la statua votiva in gesso dedicata al santo patrono dell'attività oratoriana, San Luigi Gonzaga.
Cappella di Sant'Agnese
La cappella, eretta negli anni Sessanta del Novecento, apparteneva un tempo all'oratorio parrocchiale femminile ed è attualmente utilizzata dalla comunità di Suore di San Giuseppe Benedetto Cottolengo, che ivi risiedono, per le funzioni religiose dell'asilo parrocchiale con sede nell'ex oratorio. Internamente la struttura si presenta quadrangolare, di forme semplici, con il tabernacolo incastonato direttamente nel muro ed un semplice altare ligneo.
Cappella di San Francesco d'Assisi
La cappella di San Francesco d'Assisi è posta presso l'asilo Mussi ed è dedicata al santo patrono del fondatore, il comm. Francesco Mussi. La prima sede dell'asilo infantile (eretto nel 1891) non disponeva di una propria cappella, bensì di una semplice edicola per la devozione dei bambini. Con lo spostamento della sede della scuola dell'infanzia negli anni '70 nell'attuale collocazione, venne prevista la realizzazione di una vera e propria cappella per le funzioni religiose interne alla struttura.
Cappella della Risurrezione
La Cappella della Risurrezione è una costruzione ad uso religioso presente all'interno del vasto complesso del cimitero di Corbetta. Il cimitero del paese venne costruito nella posizione attuale probabilmente già a partire dal 1804, cioè quando l'Editto di Saint Cloud, emanato da Napoleone Bonaparte, aveva previsto le sepolture fuori dai centri abitati per evitare l'insorgere di malattie ed infezioni. Stranamente però, per quasi due secoli, tale luogo è rimasto sprovvisto di una cappella ove fosse possibile officiare in prevalenza i riti funebri. La costruzione attuale infatti è stata eretta nel 2004 nell'ambito dei lavori di ampliamento del cimitero stesso ed ha ripreso per stile e decorazioni interne ed esterne il lungo colonnato che circonda tutto il camposanto. La struttura della cappella è semicircolare, con un tetto interno in legno esternamente rivestito in rame, preceduta da un porticato stondato ad archi e visibile anche al suo interno attraverso una serie di ampie vetrate che danno luce al complesso.
Cappella di Santa Maria Mediatrice
Ex cappella di San Girolamo
Cappella di San Giuseppe
Cappella della Madonnina
Nota dialettalmente con l'appellativo di Madunìna, la piccola cappella votiva (ubicata in prossimità dell'attuale via Monte Bianco) venne costruita negli anni '20 del Novecento da un agricoltore locale originario di Albairate come segno di riconoscenza alla Madonna per una grazia ricevuta. La cappella è stata donata dagli eredi nel 2010 alla parrocchia di Corbetta che a partire dal 2014 ne ha curato i restauri. La struttura è di ridotte dimensioni, con tetto a capanna, decorata con cornici a stucco nella parte esterna è protetta dall'esterno tramite un cancello in ferro battuto. All'interno è presente un altare a muro con un affresco rappresentante la "Madonna del grano". L'esterno della cappella è corredato da un piccolo spiazzo piastrellato in serizzo con tre panchine del medesimo materiale. Durante il mese mariano la cappella, assieme al santuario cittadino, è una delle mete principali dei pellegrinaggi dei devoti corbettesi.

### Architetture civili

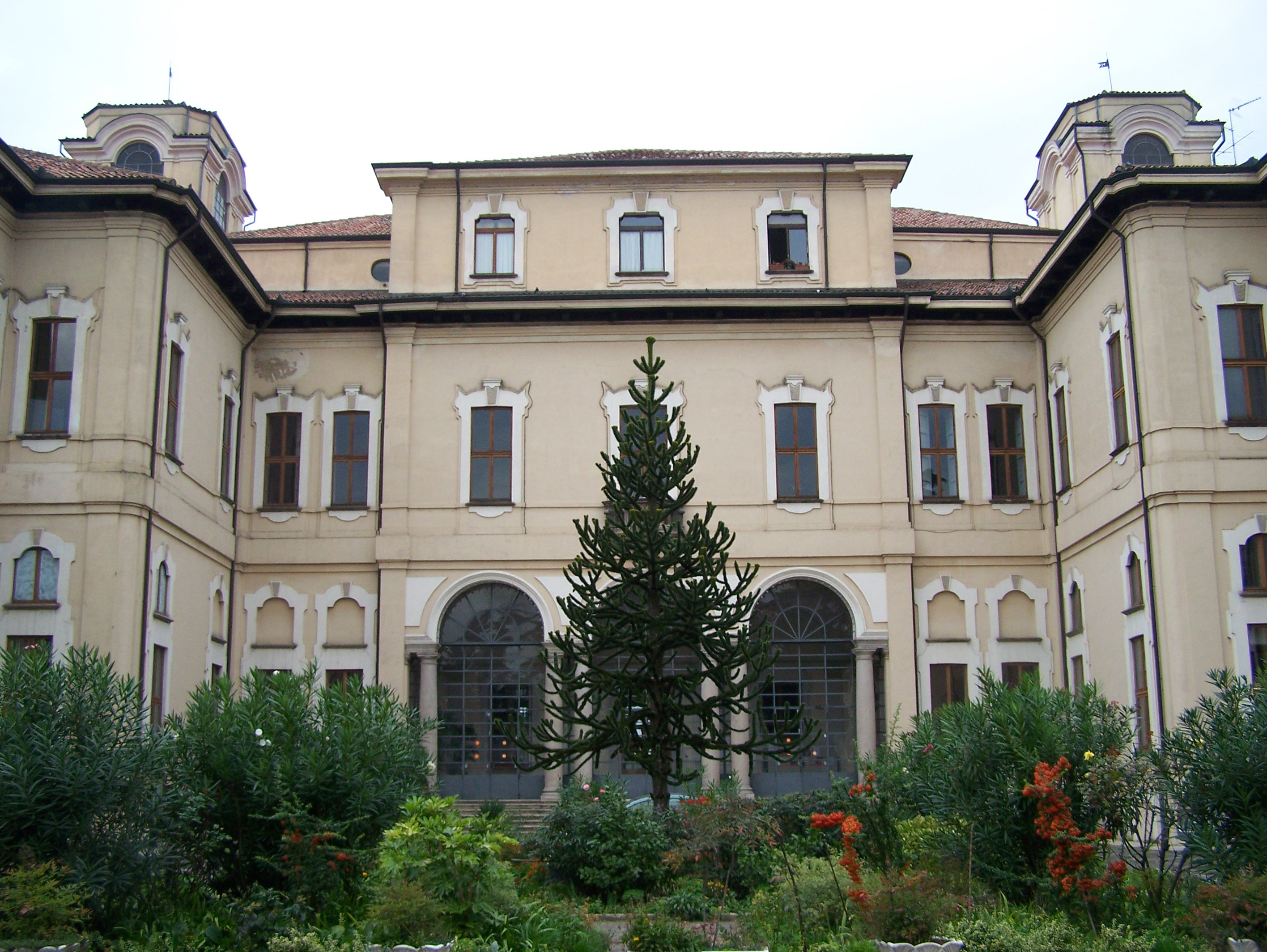
La facciata di Palazzo Brentano vista dal cortile d'onore

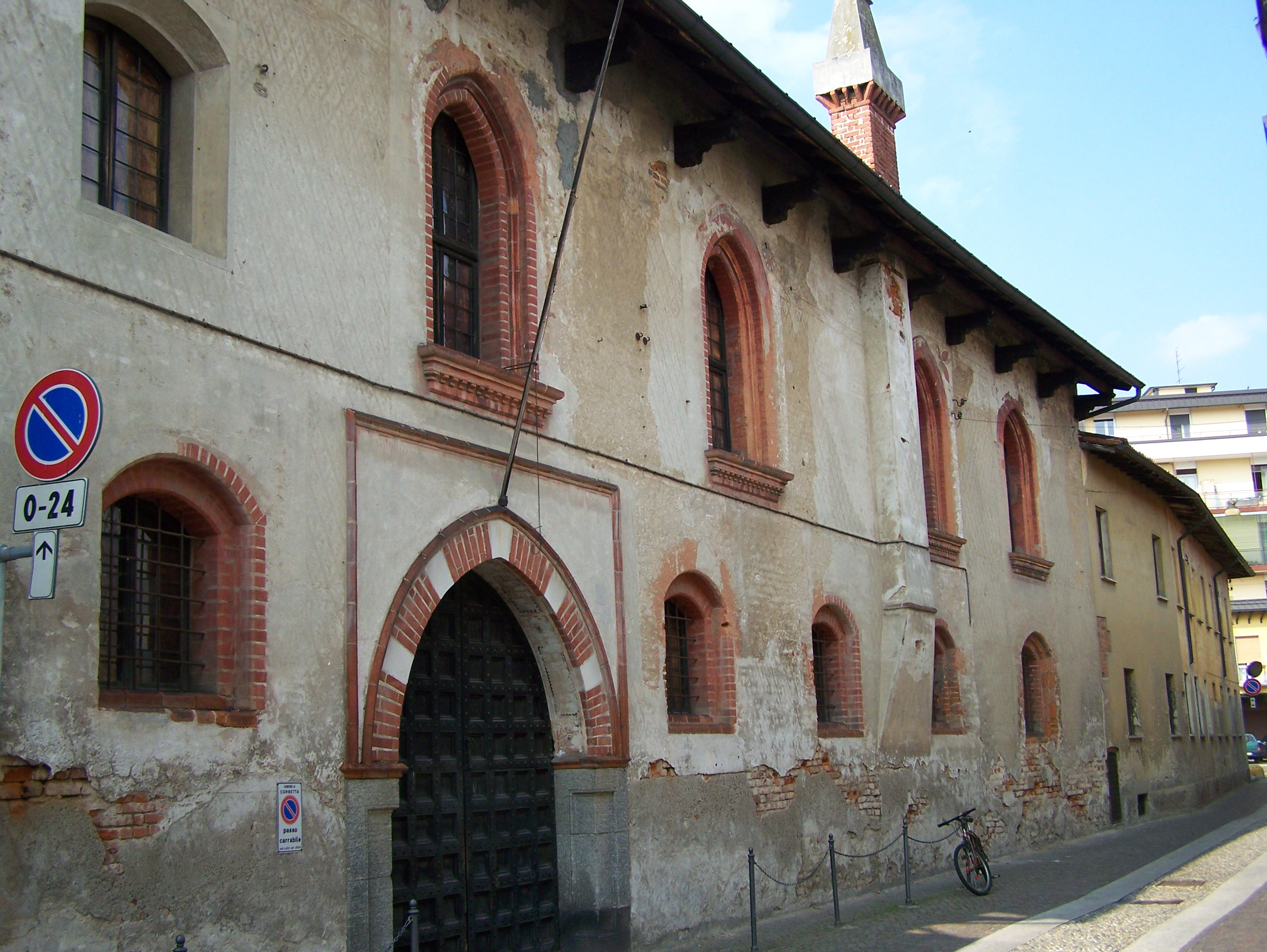
Villa Pisani-Dossi

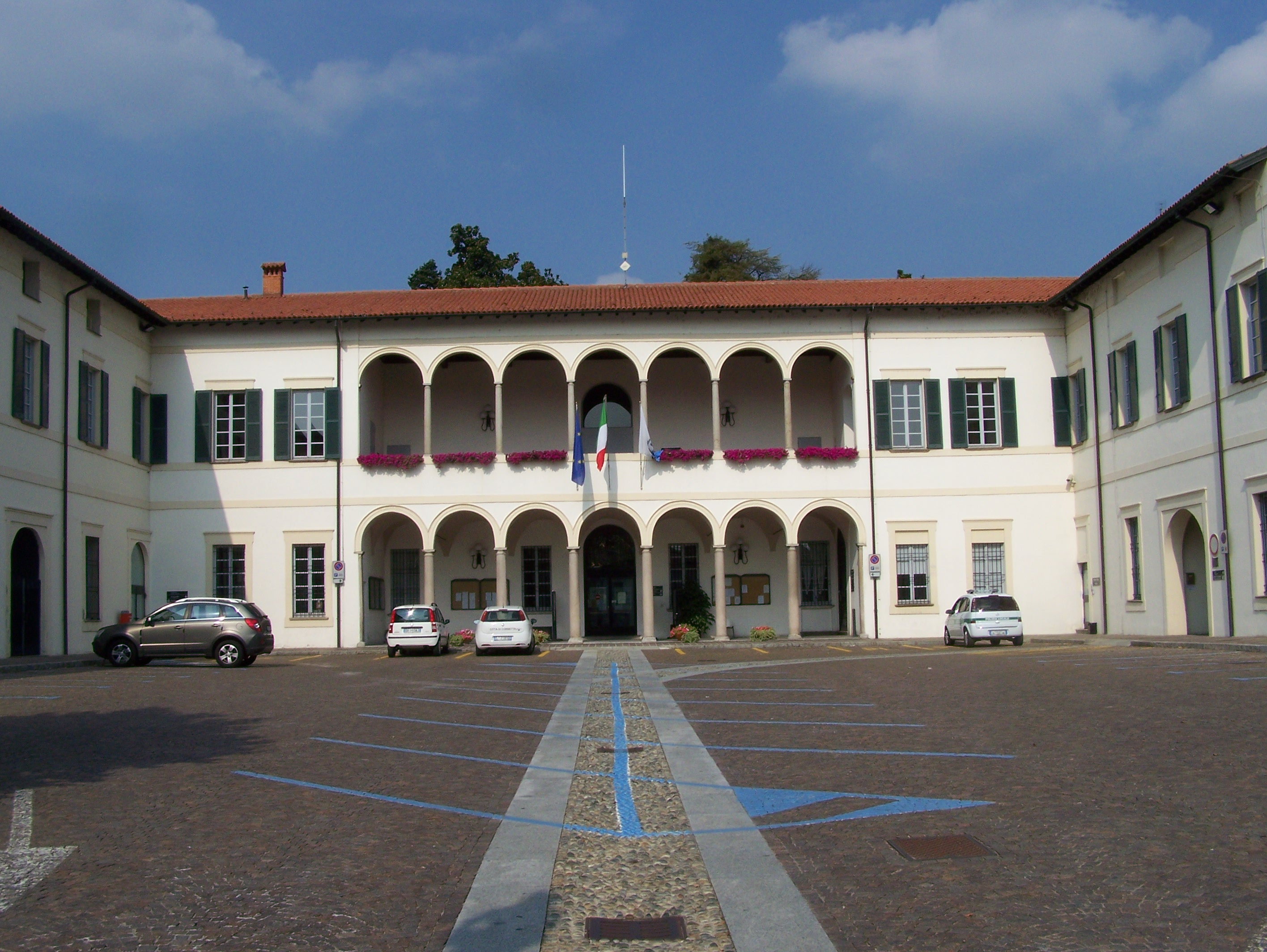
Villa Frisiani Olivares Ferrario

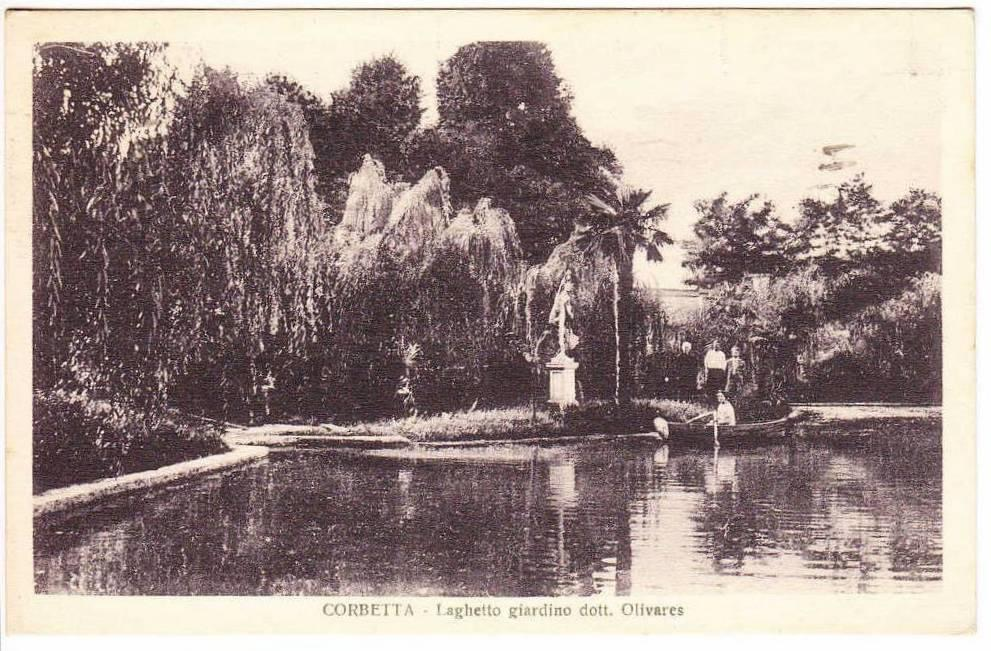
L'antico imbarcadero utilizzato per navigare sul laghetto di Villa Ferrario in un'immagine di fine Ottocento

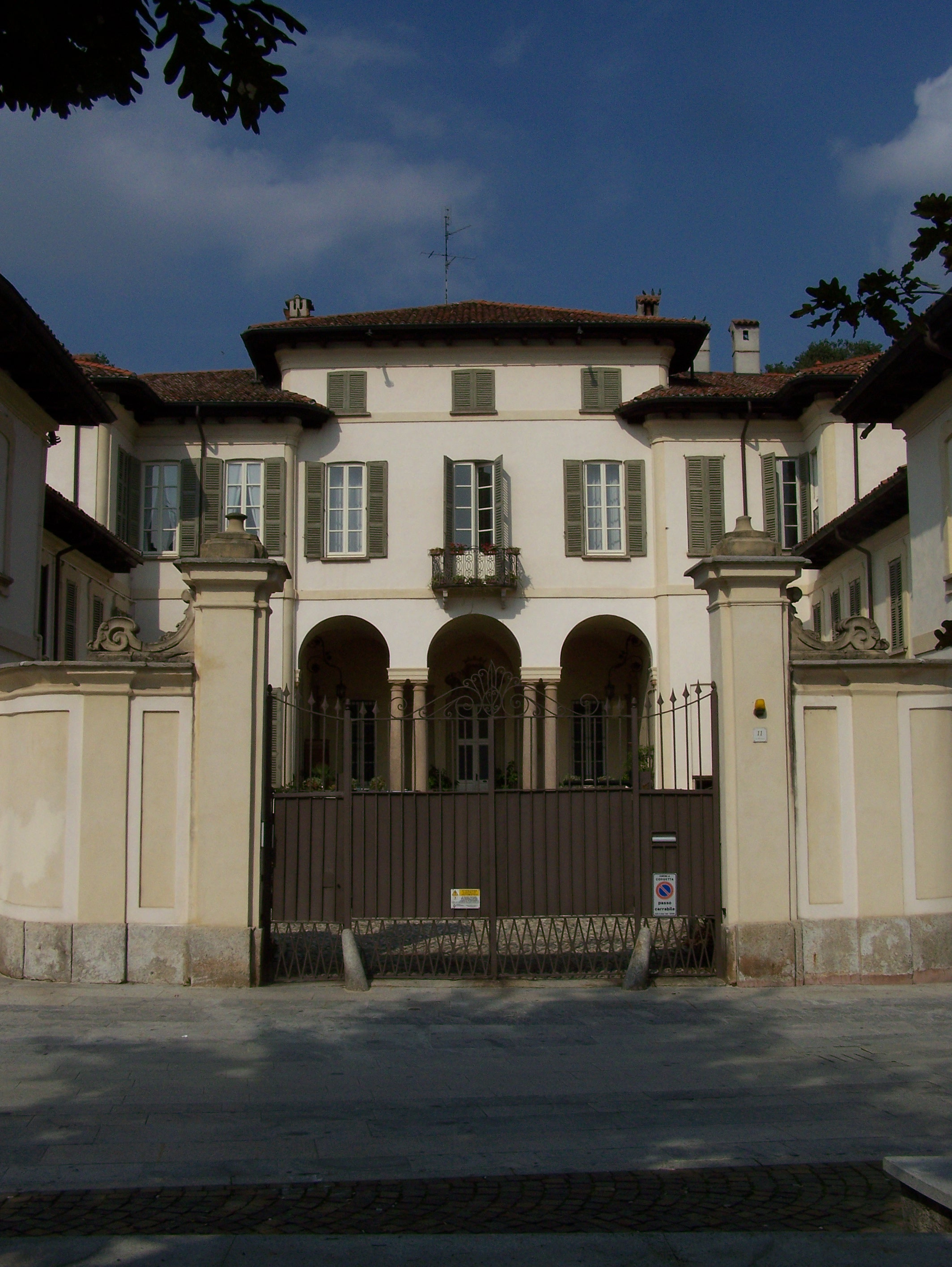
Villa Massari

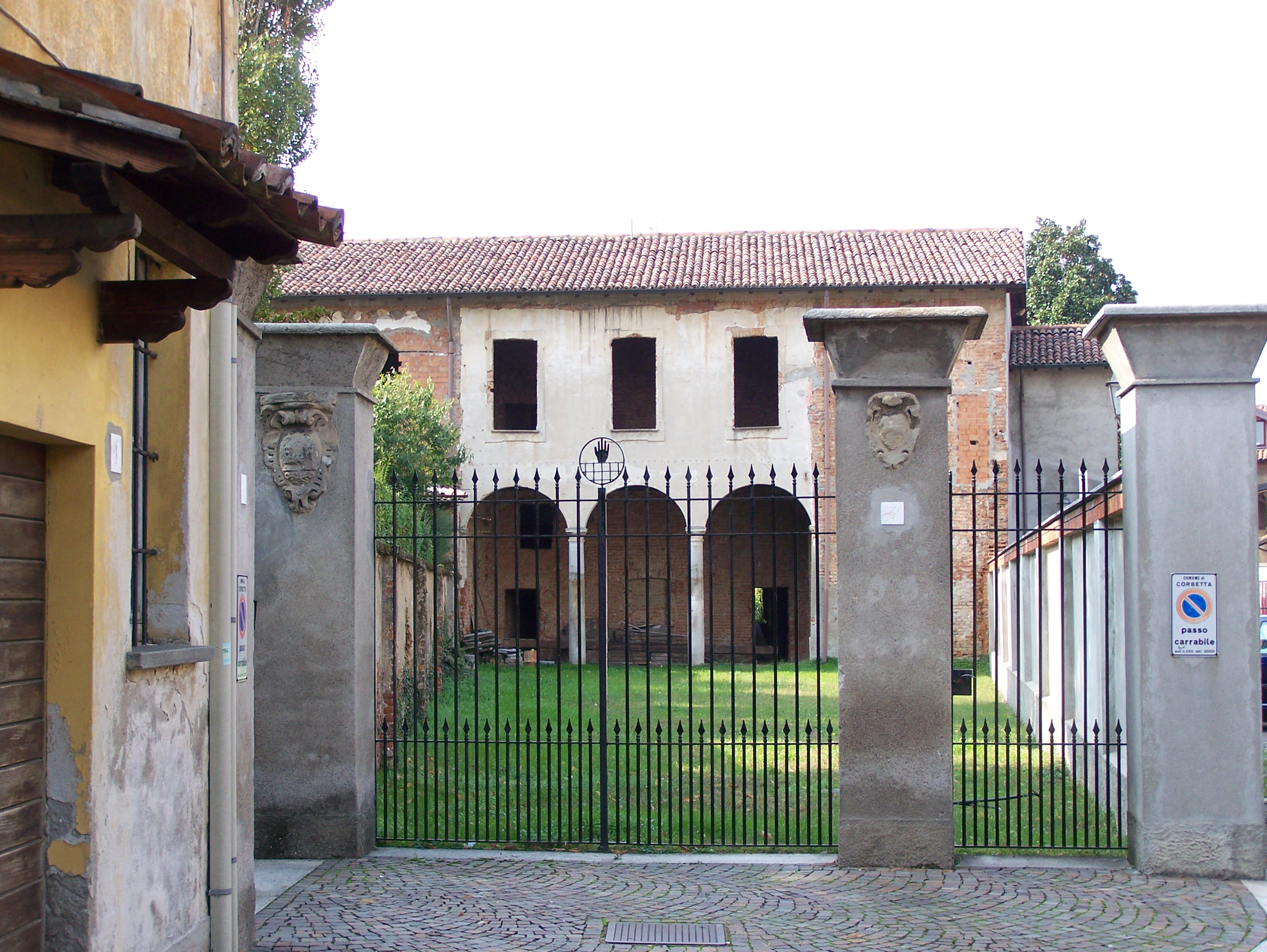
Villa Archinto-Pisani Dossi

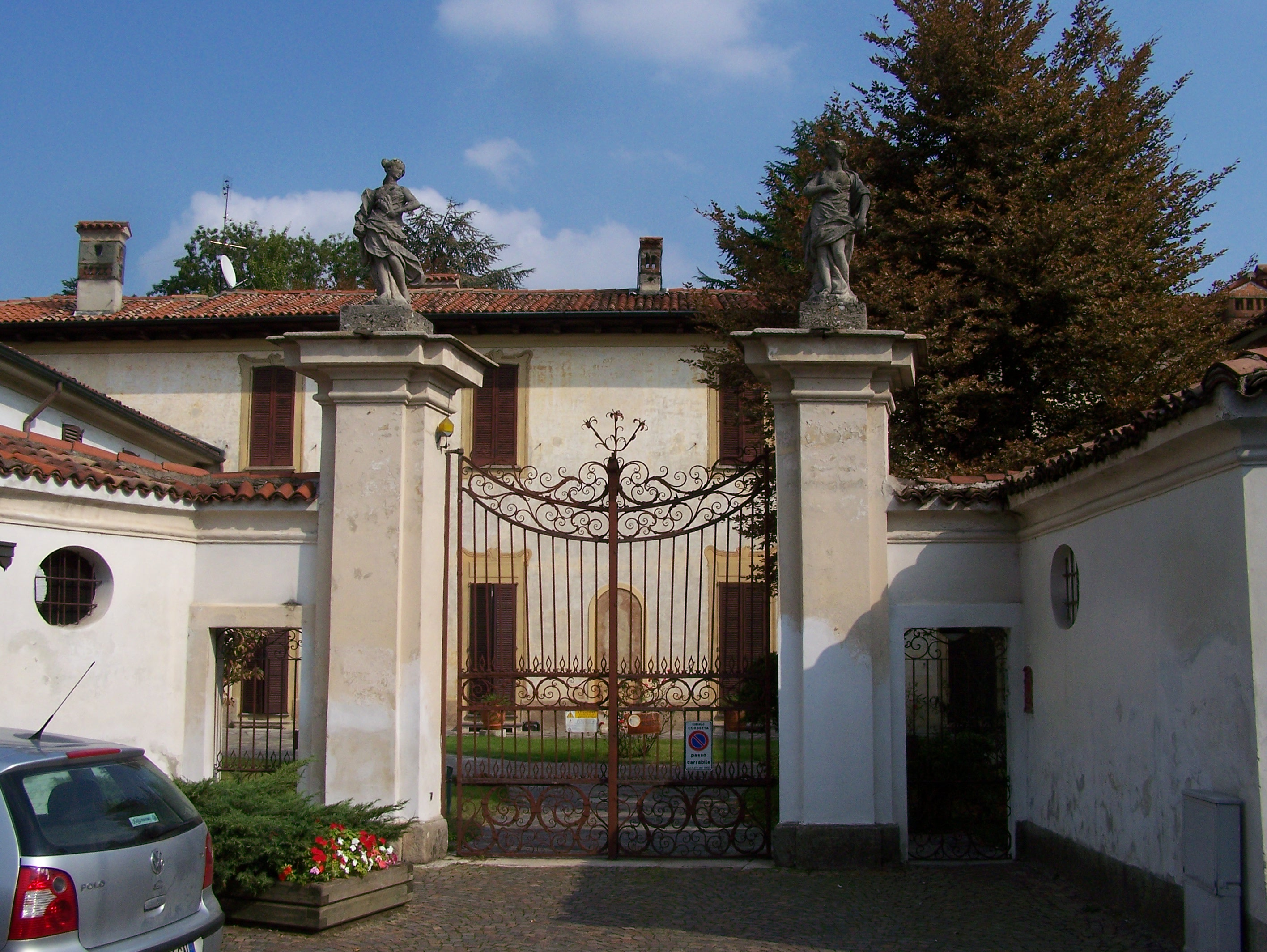
Villa Olivares Zari Mereghetti

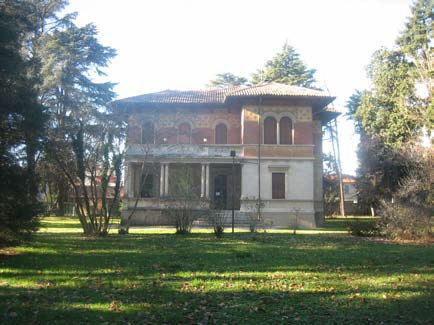
Villa Pagani-Della Torre immersa nel verde del suo parco

Palazzo Brentano
Il palazzo fu edificato tra il 1732 e il 1737 come residenza di campagna per il conte Carlo Giuseppe Brentano, tesoriere generale del Ducato di Milano, e fu progettato da Francesco Croce, architetto del duomo di Milano. Presenta interni con stucchi e affreschi della metà del Settecento realizzati dai pennelli di Giovanni Angelo Borroni, Mattia Bortoloni, Giuseppe Pellegrini, Ferdinando Porta e Giovanni Battista Sassi, oltre a un giardino con alcune statue in pietra molera d'epoca ed un boschetto all'inglese avente all'interno numerose specie rare ed esotiche, secondo il gusto dell'epoca. Passato alla famiglia Carones nel 1837, il palazzo venne nuovamente rivenduto all'inizio del Novecento per poi essere ceduto dalla famiglia corbettese dei Pagani alla congregazione dei padri somaschi che lo adibirono a seminario e studentato teologico dal 1937 e dal 1972 è divenuto sede di una scuola secondaria di primo grado parificata a cui successivamente si è aggiunta una scuola primaria dedicata a Santa Gianna Beretta Molla.

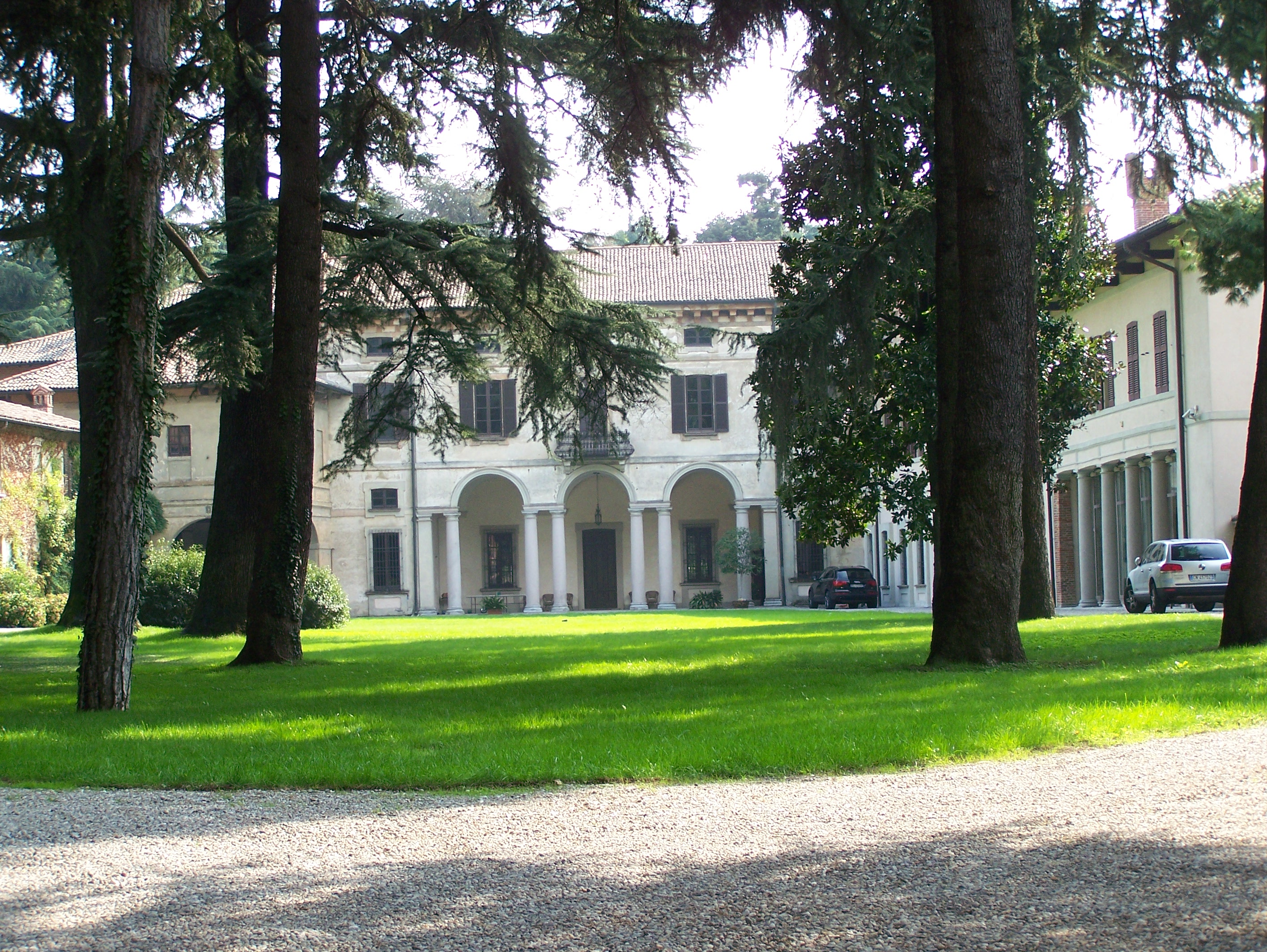
Villa Frisiani Mereghetti
La villa venne costruita nel 1653 dall'architetto Francesco Maria Richini su commissione della ricca famiglia dei nobili milanesi Frisiani su una loro proprietà, una villa da caccia risalente al XV secolo. La villa è rimasta pressoché immutata sino all'Ottocento quando venne in parte rimaneggiata con l'aggiunta di due balconi sulle facciate nord e sud. Sempre dell'Ottocento sono l'impianto e la struttura del parco posteriore, attraversato dal "fontanile della Madonna". L'antichità dell'edificio (soprattutto nell'ala di ponente), il prestigio della famiglia, le relazioni ufficiali, il censo, le origini cittadine, le ambizioni, la "qualità" del quotidiano hanno fatto in modo che non si interrompesse il passaggio di artisti e decoratori: al luogo si legano presenze forti lungo tre secoli, dal XIV a XVII. Villa Frisiani è, in questo senso, un museo: soffitti a cassettoni, pavimenti lignei, pitture allegoriche, mitologie, cornici, lunette, volte, scenografie, fasce, medaglioni e gli affreschi di Giovanni Stefano Danedi (detto il "Montalto").
Villa Pisani Dossi
La villa, situata in via Mussi (un tempo Contrada del Luogo Pio), fu costruita verso la metà del Quattrocento dal conte Ambrogio Varese da Rosate. La dimora venne alienata dai suoi discendenti nel 1811 e passò alle famiglie Mussi e Borsani prima di diventare proprietà, nel 1892, del nobile Carlo Alberto Pisani Dossi, che affiancò all'attività di diplomatico l'adesione al movimento culturale milanese della Scapigliatura. Nel 1898, con la scoperta dei resti della dimora quattrocentesca, Carlo Dossi provvide a sue spese al restauro dell'edificio: riaprì le finestre originarie, ricostruì il portone borchiato e il camino con la canna fumaria sporgente dal fronte e affrescò la facciata impiegando per quanto possibile i motivi ornamentali originali rinvenuti sotto gli intonaci. Gli interni, eleganti e raffinati, ospitano oggi un museo privato con reperti archeologici di notevole valore (alcuni rinvenuti dallo stesso conte attraverso scavi nel territorio di Corbetta, Albairate, Cisliano e Santo Stefano Ticino) e la biblioteca costituita da volumi e da documenti di varie epoche, raccolte storiche curate dallo stesso Pisani Dossi.
Villa Borri Manzoli
La nobile famiglia Borri assunse, sin dalla seconda metà del Duecento, un ruolo di primo piano tra i possidenti gentilizi di Corbetta, vantando nel proprio albero genealogico personalità di spicco come Bonacossa Borri, moglie di Matteo I Visconti, signore di Milano. I nobili però si stabilirono definitivamente in provincia solo nel Settecento e difatti la villa corbettese sorse proprio nel XVIII secolo per poi ampliarsi ancora nel corso dell'Ottocento grazie all'utilizzo di materiali provenienti dalla demolizione del vicino Castelletto. La struttura, proprio per la sua natura a cavallo di due secoli, è una commistione di stili che si alterna tra barocco (facciata fronte piazza) e primo neoclassicismo (facciata fronte giardino e alcuni interni), soprattutto nelle parti esterne, e presente il classico schema a U dando direttamente sulla piazza principale della città. La struttura, dopo l'estinzione della linea principale dei Borri nel 1814, passò alla famiglia Manzoli.
Villa Frisiani Olivares Ferrario
La villa, situata in via Cattaneo ed attuale sede municipale, risale al XVIII secolo. La dimora venne eretta dai conti Frisiani e nel 1721 già appare nelle piantine del Catasto Teresiano anche se la struttura architettonica la distingue rispetto alle dimore gentilizie del medesimo periodo. La tradizionale pianta a U presenta infatti ali laterali molto distanziate e di altezza eguale a quella del corpo centrale, mentre la facciata è ripartita su due piani, terreno e loggiato, con due ordini di porticati, ciascuno dotato di sette archi a tutto sesto, retti da colonne di granito alte e sottili. Numerosi elementi dell'edificio farebbero supporre che esso sia stato edificato sopra un convento degli Umiliati del Cinquecento. Attraverso il portico si accede al parco "all'inglese" voluto da Alessandro Olivares, la cui casata divenne proprietaria della villa nell'Ottocento. Dopo essere passato nel dopoguerra alla famiglia Ferrario, il palazzo ospita dagli anni ottanta gli uffici comunali ed il parco è adibito a spazio pubblico. Il parco della villa ospita numerose varietà di essenze arboree ed è abbellito da un laghetto realizzato all'epoca del notaio Olivares ed alimentato dal Fontanile Madonna, al cui centro si erge una finta grotta retta da colonne per il ricovero delle barche. Al centro del bacino è situata una statua in pietra di Nettuno (forse di origine settecentesca) con tridente in ferro, poggiante su un basamento barocco. Gran parte delle statue che adornavano il complesso naturale del parco sono in stato di degrado o andate distrutte: presso l'isoletta dell'imbarcadero si possono notare i basamenti in pietra di due putti che facevano corona alla discesa verso l'acqua, decorati con motivi floreali e frutti. Di gusto romantico è anche il piccolo ponticello in mattoni che conduce all'isola costeggiando una delle due grandi colline in terriccio createsi nel corso dello scavo del laghetto. Presso la villa, montata nella scala che conduce all'antico lavatoio presso il fontanile, si trova una statua di Atlante che sorregge la scalinata stessa. Il fontanile Madonna scorre parallelamente al laghetto e vi si innesta con delle chiuse.
Villa Massari
La villa, il cui ingresso principale si trova in via Madonna, proprio dietro il santuario locale, venne edificata nel 1730 su progetto di Francesco Croce. La dimora, articolata sul classico schema a U, tipico del XVIII secolo, presenta due ali laterali con varie decorazioni, mentre il corpo centrale offre la vista di un porticato tripartito a colonne binate. Presso il portico ed all'interno della villa si possono ammirare splendidi stemmi araldici affrescati riscoperti durante i restauri effettuati nella seconda metà del XX secolo. Nei giorni della battaglia di Magenta nel 1859, la villa venne abitata dal feldmaresciallo austriaco Ferencz Gyulai che qui stabilì il proprio quartier generale per la coordinazione delle operazioni sul campo di battaglia. Nel medesimo periodo l'abitazione fu anche luogo di soggiorno dell'arciduca Massimiliano d'Asburgo-Lorena, fratello dell'Imperatore Francesco Giuseppe, impegnato nel medesimo conflitto. Il retro della villa, con il parco di gusto romantico, si affaccia sulla piazza I Maggio. Nel parco della villa, sotto una collinetta artificiale, esiste una delle ultime ghiacciaie cittadine conservate a Corbetta, risalente al XVIII secolo. La villa, a lungo di proprietà della famiglia Carones, fu venduta alla famiglia dei conti Radice nel 1839, in seguito all'acquisto da parte dei Carones del più grande Palazzo Brentano, sempre a Corbetta. Successivamente passò ai nobili Massari, attuali proprietari del complesso.
Villa Archinto Pisani Dossi
Adiacente alla villa Pisani Dossi si trova Villa Archinto, risale con tutta probabilità al 1708. L'aspetto attuale è dovuto anche al fatto che Carlo Archinto, conte di Tainate, che la fece edificare, non terminò mai il progetto per mancanza di fondi e la struttura rimase incompleta di alcune sue parti. Il progetto doveva essere originariamente quello di una villa a corte chiusa di forma quadrata e sulla facciata si possono infatti ammirare ancora il porticato ed alcune finestre a cornicione, mentre le ali laterali e frontale che dovevano andare a realizzare lo schema chiuso non vennero completate se non in una minima parte poi abbattuta. La villa venne inglobata nella proprietà Pisani Dossi a fine Ottocento e, nel corso della sua storia, ha subito notevoli danni per il frazionamento degli spazi interni per la realizzazione di alcune unità abitative poi affittate. La villa, di proprietà privata, giace oggi in stato di semiabbandono.
Villa Olivares Zari Mereghetti
La dimora settecentesca, situata nell'attuale via Cattaneo, era originariamente adibita a foresteria dell'adiacente villa Frisiani Olivares Ferrario per l'alloggio degli ospiti. La facciata è ancora oggi decorata con affreschi del XVIII secolo riproducenti nicchie e statue a trompe-l'œil, mentre l'interno è prevalentemente di stile neoclassico. Di rilevanza artistica è anche il prezioso cancello in ferro battuto risalente al XVIII secolo e che probabilmente doveva ricalcare lo stile di quello della vicina Villa Frisiani Olivares Ferrario. Il piccolo giardino sul retro, si affaccia con una curiosa veduta artistica sul fontanile Madonna che alimenta il laghetto di Villa Frisiani Olivares Ferrario. La villa rimase di proprietà della famiglia dei conti Frisiani sino agli inizi del Novecento quando venne smembrata dal resto del complesso della villa padronale e venduta alla famiglia Mereghetti.
Villa Favorita
Villa Favorita, ricavata ristrutturando alcuni fabbricati rurali preesistenti (un tempo parte delle proprietà Brentano), presenta una disposizione architettonica articolata con vari corpi edificati, ampi porticati e colonne, delimitanti i cortili interni. Attualmente la dimora ospita la scuola elementare omonima. Curioso è il vicino Vicolo del Ghiaccio, dove un tempo si trovava una ghiacciaia in cui venivano portati enormi lastroni di ghiaccio, formatisi nei laghetti dei giardini della zona, per conservare i cibi durante l'estate.
Villa Pagani Della Torre
La villa, situata in Piazza XXV Aprile, risale ai primi anni del Novecento. La casa sorge su quanto rimane del giardino dell'antica Ca' Erba che si estendeva dall'attuale via Verdi a via Battisti. Iniziata la costruzione nel 1925, dal 1929 al 1934 divenne la residenza del podestà Enrico Pagani. Nel 1971 venne acquistata dal comune ed intitolata ad Angelo Della Torre, il bambino miracolato dalla Madonna del santuario. Da allora fu sede prima dell'ufficio tecnico, poi del magazzino comunale; attualmente ospita la sede della Pro loco e di altre associazioni culturali corbettesi. Il portico d'ingresso, retto da colonne binate in cemento decorativo, è ornato da due grandi graffiti a tratto nero su sfondo ocra, che riproducono un duello fra cavalieri e una figura in armatura con valletti, inquadrati in una prospettiva architettonica. La costruzione presenta all'esterno decorazioni ad affresco ed incisioni che si riallacciano ai motivi tipici del villino borghese, seguendo la moda liberty dell'epoca.
Palazzo Calzolari
Il palazzo, risalente al Settecento, consiste in una struttura a corte chiusa con la tipica forma a "U" del palazzo padronale. L'ingresso, gittante su via Brera, presenta un portale a stucco sormontato da una torretta che aveva un tempo funzione di piccionaia; da qui, attraverso un portone ligneo, si accede al cortile interno costituito da un giardino che conduce all'entrata dell'edificio, attorniato da aree rurali e dagli alloggiamenti dei gastaldi. L'ingresso al palazzo è distinto da un colonnato tripartito con colonne di granito e da un portico voltato a crociera. Per anni la struttura ha ospitato dapprima la casa di riposo "Don Felice Cozzi" e poi i suoi uffici amministrativi. Attualmente è utilizzata come sede da parte di alcune associazioni corbettesi.
Lazzaretto
Il lazzaretto si trova a Corbetta nella frazione di Soriano, situato in prossimità delle cascine Fiandrina e Cantona, contraddistinto da una radura boschiva in cui è collocata una semplice colonna in pietra e una croce soprastante di ferro. Qui vennero sepolti gli appestati del comune tra gli anni 1576 e 1577. Durante l'epidemia era venuto a Corbetta il cardinale Carlo Borromeo (22 novembre 1577); la leggenda vuole che, visitando il lazzaretto, da sotto i suoi piedi sgorgasse il vicino fontanile che ancora oggi porta il suo nome in ricordo del presunto fatto miracoloso. Qui riposano anche le vittime della terza pestilenza, quella del 1630, descritta da Alessandro Manzoni. La prima condotta medica era già stata istituita a Corbetta (1612), ma i malati, raccolti nelle sale del palazzo Frisiani, venivano curati con terapie improvvisate a base d'incenso e di aceto. Nel 1685, per volere del cardinale Federico Visconti, i Corbettesi issarono la colonna votiva sulla piana del lazzaretto.

#### Cascine
Sul territorio sono presenti numerose cascine che costituiscono il principale patrimonio dell'architettura rurale del paese, rimasto prevalentemente agricolo sino alla fine dell'Ottocento. La maggior parte di esse è già compresa nel catasto teresiano 1760, ma la loro edificazione risale ad un periodo di poco precedente. Le principali cascine del territorio sono: Americana, Brambilla, Buscaglia, Cantalupa, Chiappana, Cucca, Leone Santi, Magentola, Malpaga, Malpiazza, Nuova, Pobbietta, Preloreto, Sacra Famiglia, Soncera e Morlacca.

### Architetture militari

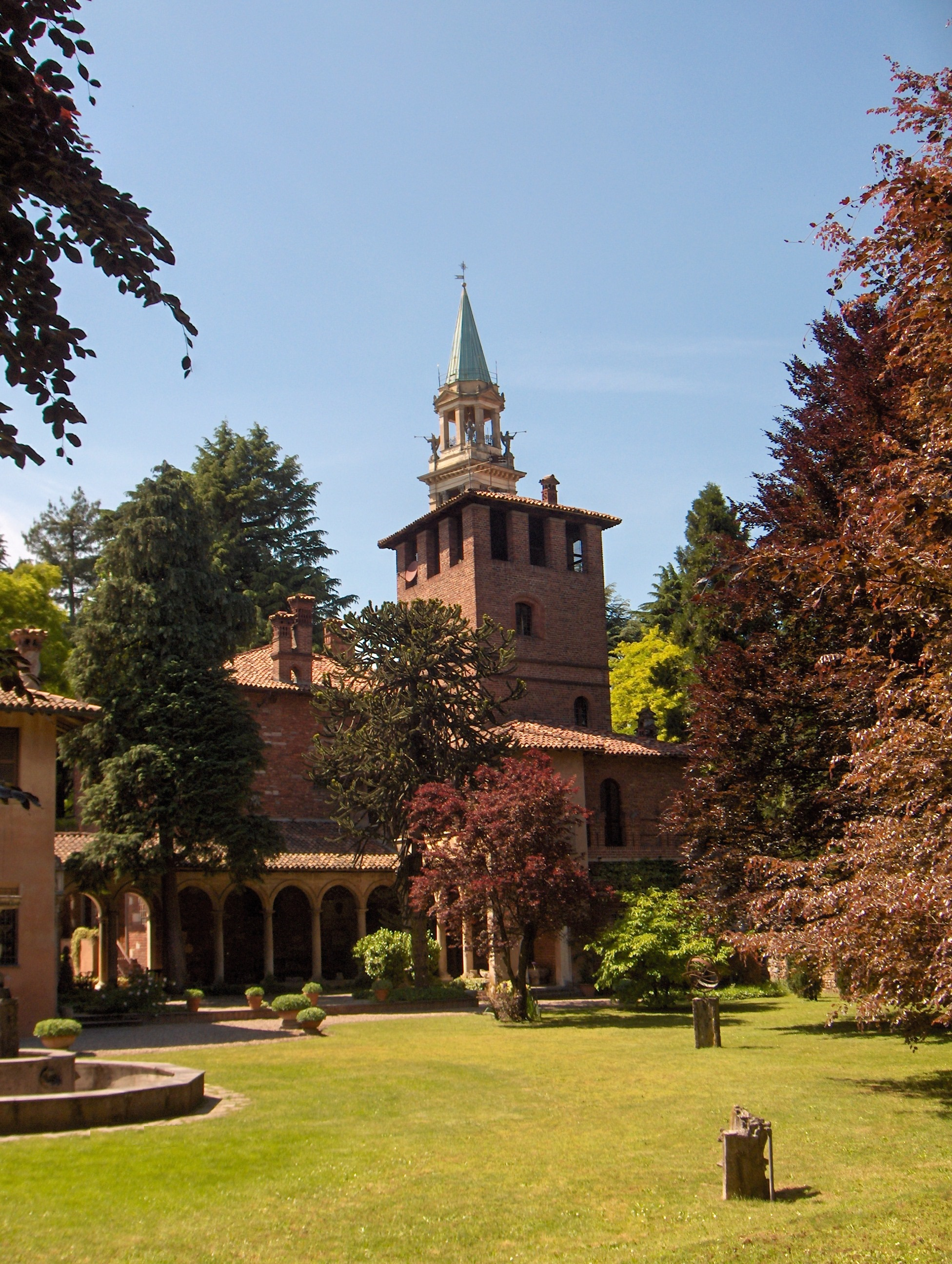
Il Castelletto visto dai giardini interni

Torre medievale
Risalente al XIII secolo, la torre fa parte dell'antico complesso difensivo delle mura della città. Dal 1997 è divenuta proprietà del comune di Corbetta che ne ha curato il restauro e la riqualificazione.
Castelletto
Il Castelletto di Corbetta (o Castello di Sant'Ambrogio o Castello del Crociato) è la principale fortificazione presente nel centro storico di Corbetta. Esso risale nella sua fondazione originaria al IX secolo ma ha subito ampi rimaneggiamenti tra XIII e XV secolo per poi giungere alle forme attuali dopo ulteriori restauri negli anni '40 del Novecento. Oltre a conservare nel suo parco le antiche vestigia delle mura romane dell'abitato, il castello è stato luogo di un famoso assedio ad opera di Corrado il Salico avvenuto nel 1037.

### Aree naturali

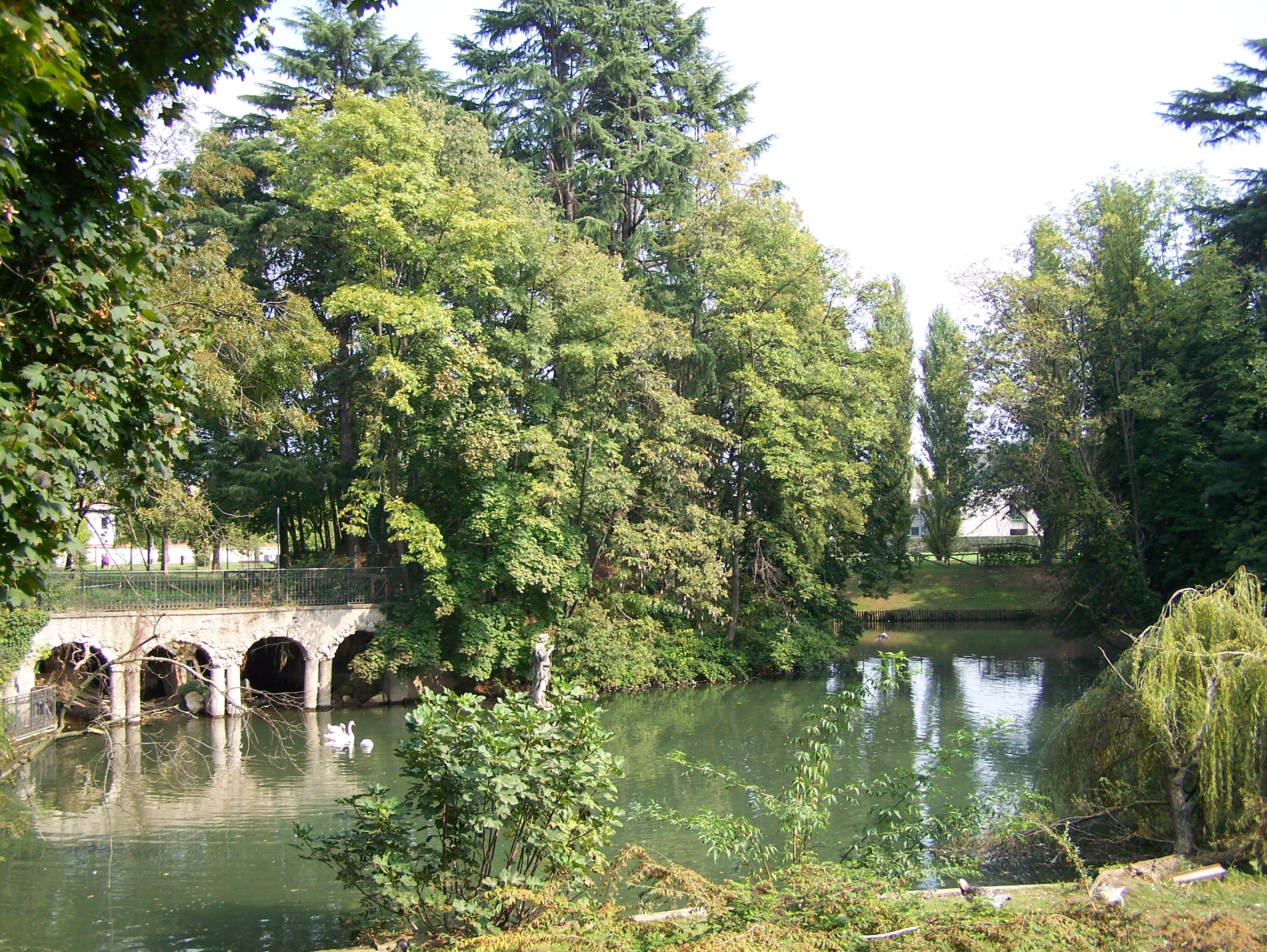
Il laghetto del parco di Villa Frisiani Olivares Ferrario

Il comune, parte del Parco Agricolo Sud Milano, possiede numerose aree verdi situate nelle zone periferiche con fitti boschi caratterizzati dalla presenza della robinia, dell'ontano, della betulla e dell'acero. Notevole, anche se in netta diminuzione, la diffusione del gelso, retaggio delle antiche coltivazioni per l'allevamento del baco da seta. Sparsi nella campagna troviamo lazzaretti e piccole cappelle come quella della "Madonnina" situata in via Montebianco. Rilevante è anche la presenza di frutteti e di grandi appezzamenti boschivi come quello presso la cascina Cantalupa e quello denominato "Eremo Locatelli", al limitare del quartiere Stravascia.
Nel cuore della città fioriscono numerose aree verdi oltre al parco di villa Ferrario e quello, aperto al pubblico in occasione di manifestazioni culturali e ricreative, di villa Pagani. Nel 1998 è stato inaugurato il Bosco Urbano che si sviluppa su di 4 ettari di terreno e contiene oltre 2200 specie vegetali autoctone e dotato di piste ciclopedonali.

## Società

### Evoluzione demografica
Abitanti censiti

### Etnie e minoranze straniere
Al 1º gennaio 2021 risiedevano a Corbetta 1 642 cittadini stranieri pari a circa l'8,8% della popolazione totale. Le nazionalità maggiormente rappresentate in base alla loro percentuale sul totale della popolazione residente sono:
1. Romania, 268
2. Albania, 222
3. Pakistan, 153
4. Ucraina, 113
5. Cina, 103
6. Kosovo, 91
7. Egitto, 84
8. Perù, 65
9. Ecuador, 63
10. Bulgaria, 55

Nei dati ufficiali non sono considerati gli stranieri irregolari. Secondo i dati dell'ultimo censimento (2021) la popolazione straniera di Corbetta è aumentata dell'1% rispetto al censimento precedente.
A Corbetta si sta affacciando il fenomeno dei quartieri ad alto indice straniero, in particolare relativo alla comunità araba, insediata da decenni nell'area fra via Oberdan e via Battisti (a ridosso del Quartiere Villa Pagani).

### Lingue e dialetti
Nel comune è relativamente diffuso il dialetto milanese, mentre è molto presente il dialetto corbettese che differisce dal primo in più punti. Come tutti i dialetti lombardi occidentali, anche il corbettese è sostanzialmente una lingua romanza derivata dal latino. Alcuni studiosi vi hanno scorto tracce delle lingue dei popoli anteriori alla latinizzazione della regione, in particolare l'antico ligure e il gallico parlato dai Celti. Lo scrittore Cletto Arrighi così parlava del dialetto corbettese nel suo romanzo La Scapigliatura e il 6 febbraio: "La parlata di Corbetta è sostanzialmente quella milanese, che è uno dei principali dialetti gallo-italici, e quell'allungamento di pronuncia che le è proprio, quello strascico vocalico, che costituisce una delle sue peculiarità fonetiche, pare rilevare l'indole mite degli abitanti e includere una nota di ingenita delicatezza".
Come ha ricordato il linguista Sergio Gilardino a proposito del dialetto corbettese, "lo strascico vocalico riportato dall'Arrighi nella sua opera, si accentua maggiormente nella periferia del paese, nelle cascine e nelle frazioni, dove sopravvivono in distribuzione apofonica delle varianti lessicali e fonetiche più pristine. L'ambiente villico offre arcaismi preservanti nella cerchia conclusa dei clan familiari e pertanto assai meno soggetta a sollecitazioni e ad influenze esterne.

### Religione

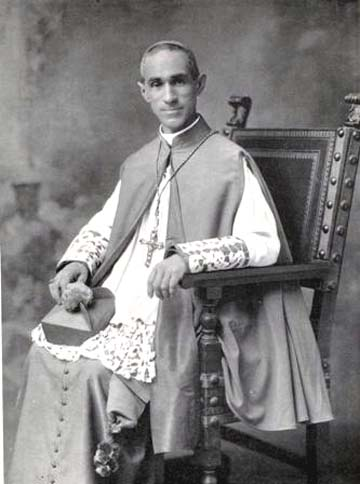
Il corbettese Luigi Maria Olivares, vescovo di Sutri e Nepi, dichiarato venerabile da papa Giovanni Paolo II nel 2004

Il santo patrono di Corbetta è San Vittore il Moro martire, la cui ricorrenza è festeggiata l'8 maggio; compatrona dal 1955 è la Beata Vergine dei Miracoli di Corbetta, festeggiata ogni anno il 17 aprile. La maggioranza della popolazione è cattolica. L'immigrazione di cittadini comunitari ed extra-comunitari ha portato all'insediamento di minoranze di musulmani, ortodossi ed evangelici.
Nel comune sono presenti due parrocchie cattoliche (Corbetta e Cerello) appartenenti all'arcidiocesi di Milano. La chiesa più antica è indubbiamente la chiesa prepositurale di San Vittore Martire, mentre molto presente nel territorio è la devozione mariana, praticata nella venerazione della Madonna di Corbetta presente nel santuario arcivescovile della Beata Vergine dei Miracoli.
Presso la frazione di Cerello è presente una sede della Chiesa evangelica.
Corbetta è stato luogo di nascita e prima formazione spirituale di mons. Luigi Maria Olivares, vescovo di Sutri e Nepi, dichiarato venerabile da papa Giovanni Paolo II nel 2004.
| Religione                                           | Religione |  | Percentuale | Percentuale |
| --------------------------------------------------- | --------- |  | ----------- | ----------- |
| Cattolici                                           | Cattolici |  | 92.9        | 92.9        |
| Ortodossi                                           | Ortodossi |  | 5           | 5           |
| Islam                                               | Islam     |  | 1.5         | 1.5         |
| Buddhismo                                           | Buddhismo |  | 0.4         | 0.4         |
| Induismo                                            | Induismo  |  | 0.2         | 0.2         |
| Percentuale basata su un campione di 18.000 persone |           |  |             |             |

### Tradizioni e folclore

#### La festa del Perdono e del Primo Miracolo (primo giovedì dopo Pasqua e 17 aprile)
(Carlo Dossi descrive la "Festa del Perdono" di Corbetta, Note azzurre, nota 5655)

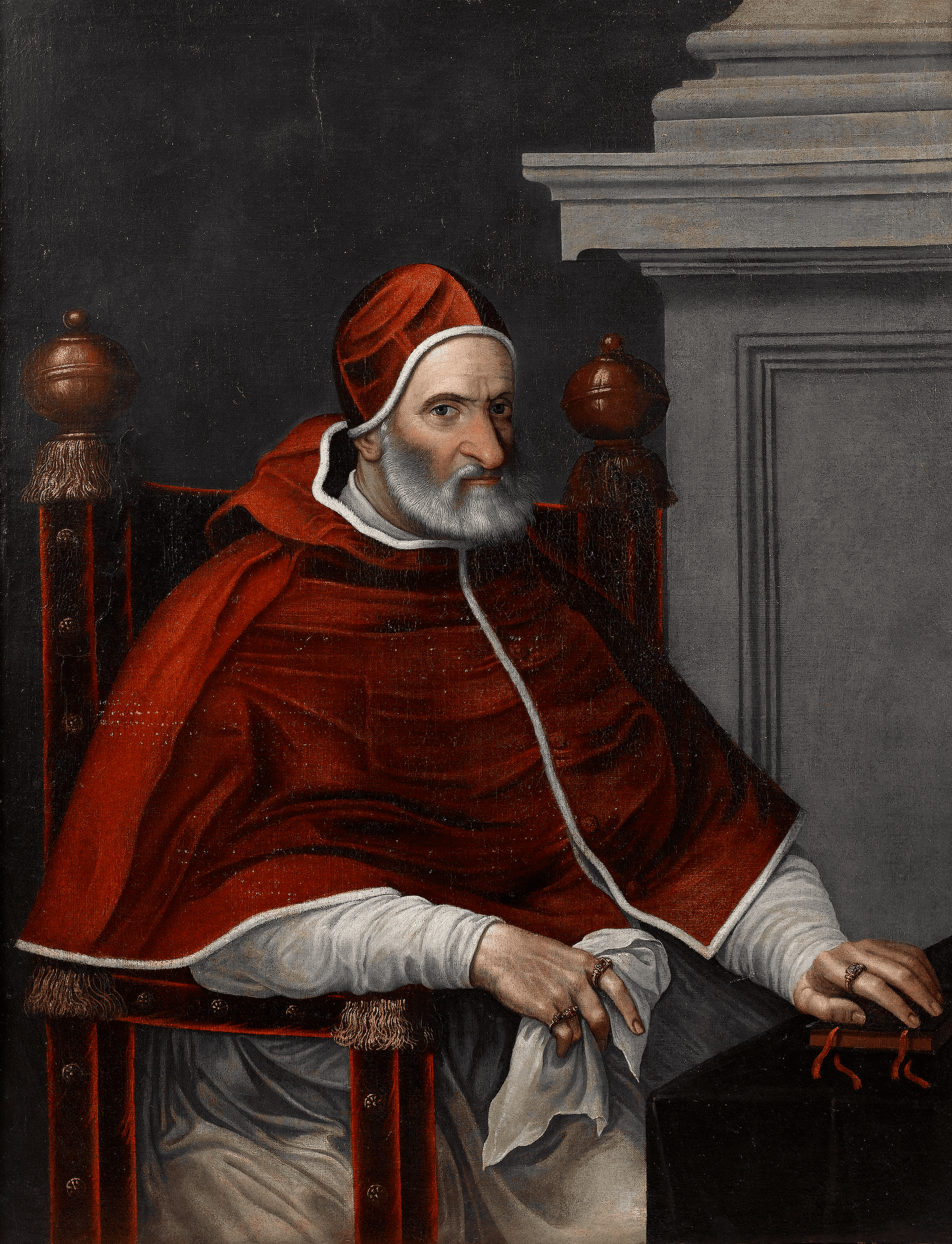
Pio IV istituì la Bolla del Perdono di Corbetta, alla base dell'omonima festa

La tradizione vuole che il giorno in cui accadde il miracolo che fece iniziare la costruzione del nuovo santuario mariano a Corbetta, fosse il primo giovedì dopo Pasqua e questa data rimase legata alla celebrazione della festività della Madonna di Corbetta.
Fu papa Pio IV che, su intercessione del nipote arcivescovo di Milano, San Carlo Borromeo, con la bolla Unigeniti Filii Dei del 31 agosto 1562 concesse l'indulgenza plenaria straordinaria in forma giubilare a tutti quei fedeli che, ben disposti spiritualmente, si fossero legati a visitare l'immagine sacra conservata a Corbetta. Questo privilegio esclusivo, ovviamente, non fece altro che aumentare il numero di fedeli che accorrevano verso il tempio, catalizzando la popolazione del milanese e del novarese. Sarà poi lo stesso Carlo Borromeo a rinnovare la sua devozione alla Madonna corbettese, fermandosi qui in preghiera durante il suo pellegrinaggio a Torino in visita alla Sindone e in altre visite pastorali che egli fece alla pieve di Corbetta.
La festa ha assunto un carattere locale particolarmente sentito nei secoli, arrivando ad interessare buona parte dei comuni dell'abbiatense e del magentino, in particolare dopo l'incoronazione della Madonna di Corbetta come patrona di zona ad opera dell'allora arcivescovo di Milano, Giovanni Battista Montini (poi papa Paolo VI). Ogni anno le due feste richiamano nel paese oltre 20.000 visitatori dai paesi limitrofi e la città di Corbetta per due settimane organizza festeggiamenti, luna park all'aperto e nei giorni delle due feste una fiera per le vie principali dell'abitato. In occasione della festività del Perdono di Corbetta, dove viene concessa l'indulgenza plenaria in forma giubilare, viene anche conferito il premio "Suor Michelina" ai cittadini benemeriti nel campo della solidarietà e dell'impegno sociale. In concomitanza con la festa si è svolta per diversi anni la "Fiera per lo sviluppo ecosostenibile del territorio".

#### Passeggiata tra le ville storiche (prima domenica di maggio)
In concomitanza con la festa patronale del paese (san Vittore, prima domenica di maggio), annualmente Corbetta ospita la "Passeggiata tra le ville storiche", un'occasione nella quale i visitatori e gli abitanti hanno la possibilità di visitare le numerose ville storiche, le chiese ed i musei della città. La manifestazione, nata nel 1994 ad opera della Pro Loco locale, ha lo scopo di far conoscere questo patrimonio storico, facendo ammirare architetture, affreschi, decori ed ameni giardini difficilmente accessibili alle persone durante il resto dell'anno.

### Istituzioni, enti e associazioni

#### Strutture sanitarie
La città di Corbetta dispone di una propria Residenza Sanitaria Assistita per anziani e disabili, nonché di un ambulatorio medico per analisi.

#### Associazioni
Il comune di Corbetta conta in tutto 54 associazioni iscritte all'albo delle associazioni culturali comunali.

### Qualità della vita
Grazie all'efficienza della raccolta differenziata dei rifiuti, la città di Corbetta è stata inclusa nel 2021 nel dossier "Comuni Ricicloni Lombardia 2021" di Legambiente come uno dei dodici comuni dell'ovest milanese più virtuosi.. 

## Cultura

### Istruzione
Corbetta è da tempo sede di istituzioni scolastiche. La prima scuola pubblica fu aperta nel 1795, ma l'opera più significativa fu senz'altro la fondazione dell'Asilo "Comm. Francesco Mussi" (1891), tuttora presente ed attivo, affidato sino agli anni Sessanta del Novecento alle Suore di San Giuseppe Benedetto Cottolengo e gestito poi dagli eredi del Mussi. 
Sul territorio comunale sono attualmente presenti due scuole dell'infanzia, tre scuole primarie e due scuole secondarie di primo grado (di cui un istituto privato paritario gestito dai padri somaschi), oltre all'Istituto Superiore di Odontotecnica "Mainardi".
Al censimento del 2021, Corbetta risultava avere 57 analfabeti.

### Arte

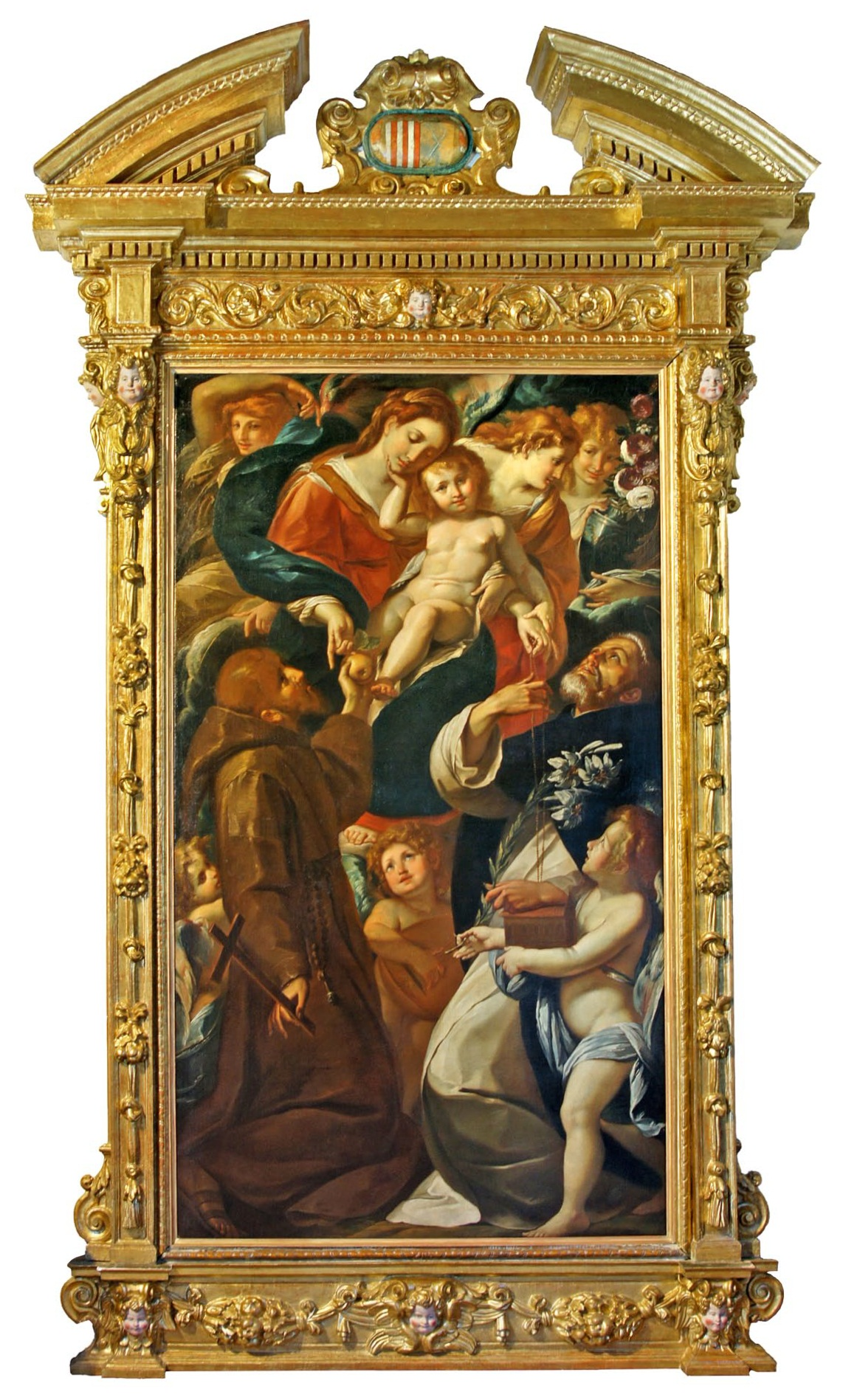
Madonna del Rosario di Giulio Cesare Procaccini, una delle opere più importanti conservate presso il museo del santuario di Corbetta.

Corbetta si è distinta nel corso dei secoli per uno spiccato sentimento artistico che ha accompagnato lo sviluppo del paese e l'affermazione dei diversi stili anche nella provincia di Milano.
Della cittadina era originario il pittore Simone da Corbetta (fl. XIV secolo), allievo di Simone Martini, e durante il periodo tardogotico vi lavorò Gregorio de' Zavattari che lasciò proprio a Corbetta una delle sue opere più significative, la Madonna di Corbetta venerata presso l'omonimo santuario.
Grazie al patrocinio spesso di aristocratici milanesi che a Corbetta avevano le proprie ville di delizia, la cittadina è stata nei secoli dal manierismo al rococò luogo di lavoro di importanti artisti sul territorio: qui operarono gli architetti Francesco Maria Richini, Fabio Mangone, Vincenzo Seregni e Francesco Croce, i pittori Aurelio Luini (scuola), Giovanni Stefano Danedi detto "il Montalto", Melchiorre Gherardini detto "il Ceranino", Giulio Cesare Procaccini, Carlo Francesco Nuvolone, Giovan Battista Discepoli, Luigi Pellegrini Scaramuccia, Giovanni Angelo Borroni, Mattia Bortoloni, Giuseppe Pellegrini, Ferdinando Porta, Giovanni Antonio Cucchi e Giovanni Battista Sassi e scultori come Giovanni Giacomo Tencalla.
Nell'Ottocento lavorarono per commissioni legate alla chiesa locale il pittore lodigiano Mosè Bianchi da Mairago, l'arlunese Rodolfo Gambini e Francesco Mensi.
Il Novecento è il secolo che vede l'affermazione di nuove correnti artistiche ed a Corbetta si annoverano esempi che vanno dallo stile liberty al littorio. Qui vissero ed operarono tra gli altri l'architetto e scrittore Luciano Prada ed il fotografo Giuliano Grittini, collaboratore di Alda Merini; questi, in particolare tra gli anni '70 e '80 organizzarono a Corbetta diversi simposi artistici ai quali presero parte artisti del calibro di Federica Galli e Aligi Sassu.

#### Musei

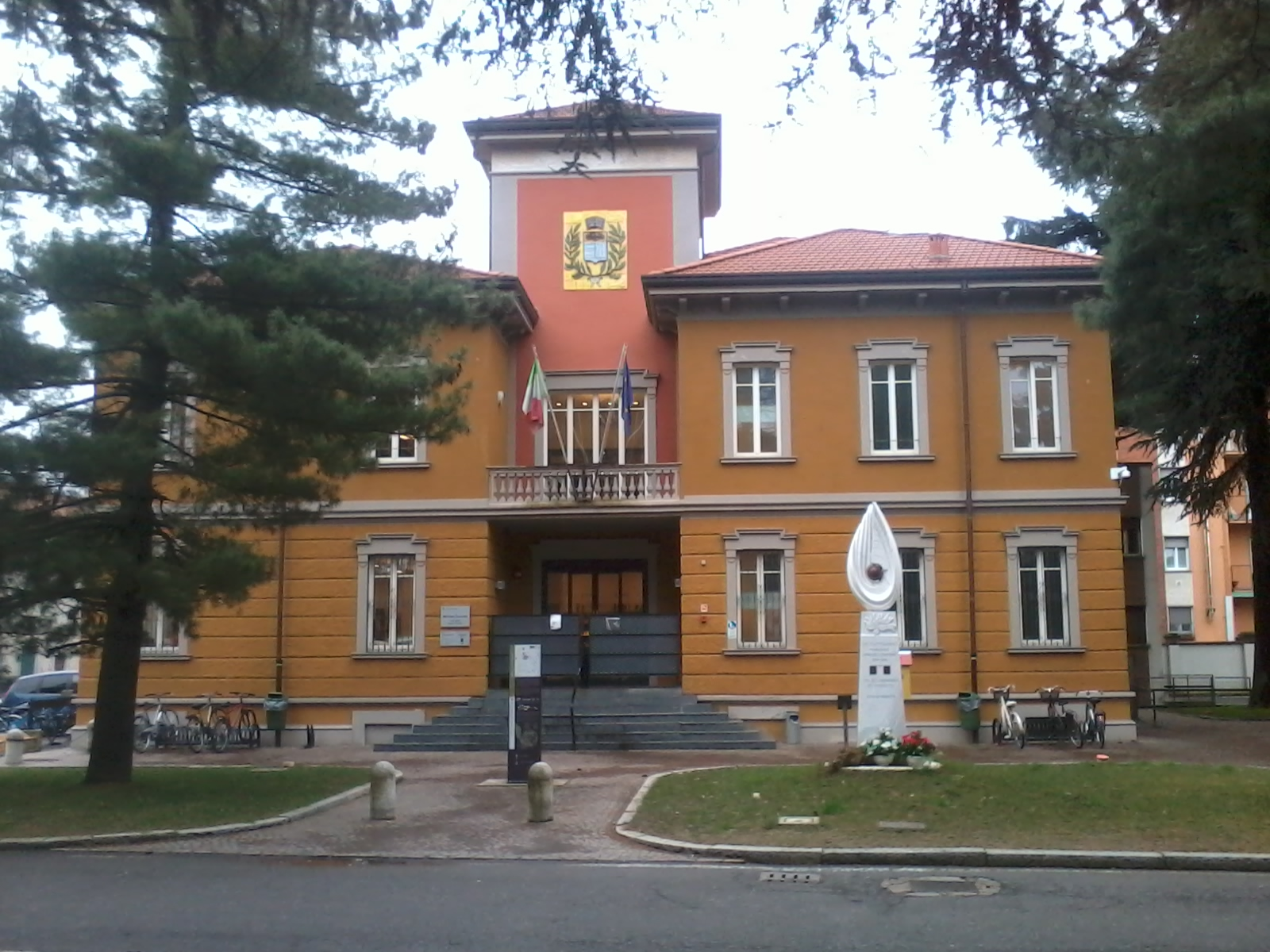
La biblioteca di Corbetta, ex municipio cittadino

Le bellezze artistiche sono presenti su tutto il territorio comunale e si articolano su numerosi fronti. Oltre ai resti della basilica longobarda murati sulle fiancate laterali della canonica ed i resti del castello medioevale, Corbetta è divenuta famosa anche per le splendide ville gentilizie.
La città vanta i seguenti musei e raccolte:
- Museo del santuario arcivescovile della Beata Vergine dei Miracoli di Corbetta; via Mazzini, 2
- Museo del legno Luigi Magugliani; via Caldara
- Museo archeologico Villa Pisani Dossi; via Mussi
- Archivio fotografico Gianni Saracchi; via Cattaneo (Municipio)

Presso la Sala delle Colonne, l'antica scuderia del palazzo comunale, e l'ex tesoreria comunale vengono spesso organizzate delle mostre di pittura di artisti contemporanei o di fotografia ispirati alla storia della città.

### Letteratura
Lo scrittore scapigliato Carlo Dossi (che visse a Corbetta dal suo matrimonio nel 1892 sino alla sua morte) ha consegnato alla letteratura diversi aneddoti sulla città di Corbetta all'interno della sua opera principale, le Note azzurre ed in paese ha composto diverse sue opere.
Corrado Govoni intitolò "Nel cimitero di Corbetta" una sua poesia pubblicata nel 1918, composta mentre era ospite di Franco Pisani Dossi (figlio di Carlo) nella sua residenza in città.

### Musica
In città sono presenti numerosi enti per la promozione e la diffusione della musica tra le quali:
- Corpo Filarmonico "Gaetano Donizetti"
- Accademia Musicale San Girolamo Emiliani
- Associazione Amici della Musica
- Schola Cantorum San Vittore Martire
- Gruppo Animazione Corale Santuario Beata Vergine dei Miracoli
- Civico Coro Polifonico Curia Picta
- Civico Coro di voci bianche "Piccoli Cantori di Corbetta"

Corbetta è stata tra Ottocento e Novecento sede di un ramo della celebre famiglia di organari italiani Prestinari che qui aveva un proprio laboratorio di produzione.
Per quanto riguarda il teatro, Corbetta beneficiava un tempo di una struttura teatrale, edificata alla fine dell'Ottocento presso l'attuale via Verdi; dopo essere divenuta sala da ballo durante il ventennio, cadde in disuso dal dopoguerra ed attualmente ospita un supermercato.
Corbetta è inoltre il luogo di fondazione della band di rock demenziale Teste Sciroppate. Sempre ha Corbetta, hanno dimorato per buona parte della loro vita il compositore Aldo Salvi (il quale ha insegnato musica presso le scuole medie locali e ne è stato anche primo cittadino) ed il musicista Gil Ventura.

### Cucina

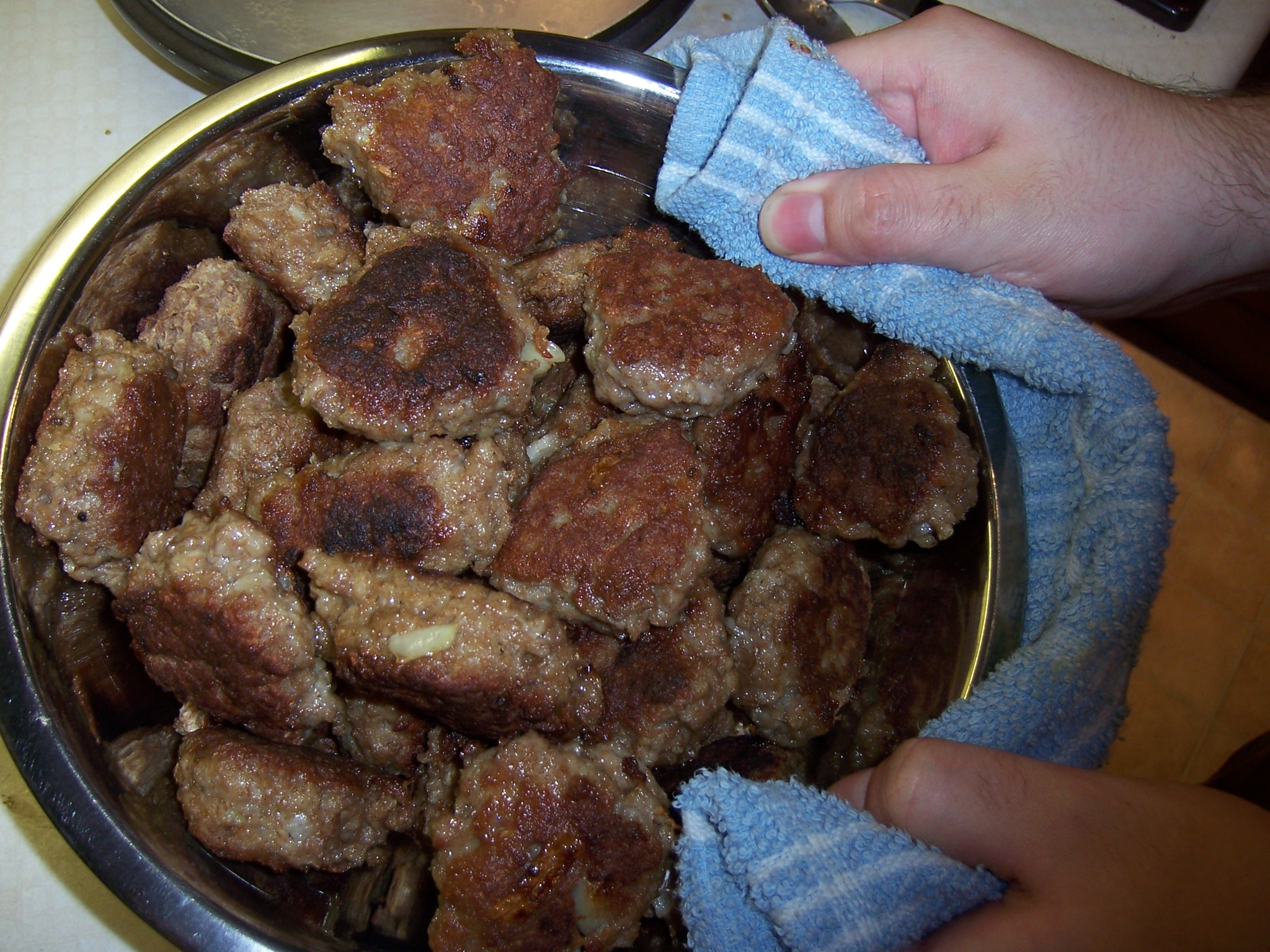
I Mundighili

La gastronomia corbettese è essenzialmente parte di quella meneghina, e con essa si completa in maniera singolare con una serie di piatti tipici. Tra gli antipasti bisogna ricordare la presenza del pesce in carpione (soprattutto nella variante della butìna o arborella), mentre per i primi spicca il turtìn da fasoeu (tortino di fagioli), il turtìn da patata e scigula (patate e cipolle), il minestrone alla corbettese (caratteristico per la presenza di erbette, fagiolini, verza e porri), il ris e làcc (riso e latte), il pancòtt (pancotto) ed il riso "in cagnone" (con aglio, salvia e formaggio grattugiato).
Mutuate dalla cucina milanese vi sono sicuramente i mundighili (polpette di carne), oltre alle pulpètt cont i vers (polpette con le verze), la rustìva (con coppa e verza), la frittata cont i luartiis (frittata con getti apicali di luppolo selvatico), i oeuv strapasaa cont i tumatis (uova strapazzate con pomodori) e la caratteristica insalata e ciapp (insalata e uova sode; si noti la parola ciapp che in dialetto indica i glutei, per l'evidente somiglianza con le mezze uovo). Diffusissimo nell'area del corbettese è il pan de mej (pane dolce realizzato con miglio o farina di mais), ma tipica di Corbetta è la bruséla (pane farcito di frutta o verdura nella variante salata).

### Media
Corbetta è stata utilizzata come set cinematografico anche per alcune sequenze della serie televisiva di Netflix, Zero ideata dal fumettista Menotti nel 2021.

#### Radio
A Corbetta, nella frazione di Soriano, nacque nel maggio 1977, una delle più famose emittenti locali della provincia nord-ovest di Milano, Delta Radio Corbetta, la quale, trasferitasi in seguito in Via Giotto nel centro di Corbetta, rimase operativa sul territorio sino al 1988. Vi collaborò tra gli altri il doppiatore Marco Balzarotti.
Nel Quartiere Malpaga ha sede la radio-web RCM104, sorta nel 2015 con la collaborazione di Gianluca Elvis Paolucci, Alessandro Canino e di Fabrice Quagliotti, tastierista del gruppo francese dei Rockets.

## Geografia antropica
Centro storico
     San Sebastiano
     Repubblica
     Villa Pagani
     Malpaga
     Isola Bellaria
     Pobbia
     Castellazzo de' Stampi
     Stravascia
     Soriano
     Cerello e Battuello
     Preloreto

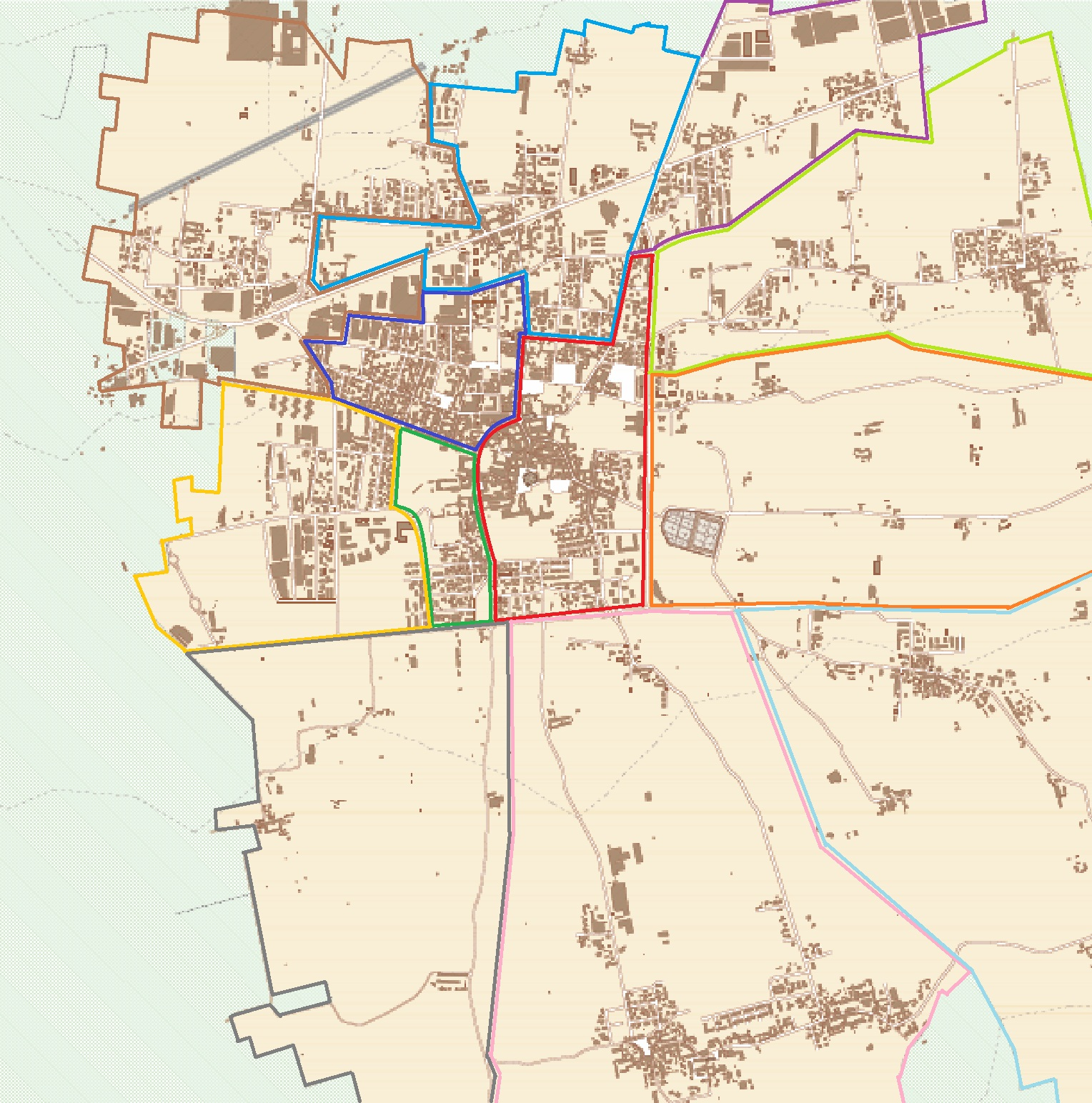
Centro storico
San Sebastiano
Repubblica
Villa Pagani
Malpaga
Isola Bellaria
Pobbia
Castellazzo de' Stampi
Stravascia
Soriano
Cerello e Battuello
Preloreto

Il territorio comunale ha forma di quadrilatero e confina ad ovest e a sud-ovest rispettivamente con Magenta e Robecco sul Naviglio, a sud con Cassinetta di Lugagnano e Albairate, a sud-est con Cisliano, a est nord-est con Vittuone e infine a nord con Santo Stefano Ticino. Milano, il capoluogo, dista una ventina di chilometri.

### Urbanistica
L'antica conformazione del centro storico corbettese si riflette nell'assetto prettamente medievale della città, modificata di poco nel corso dei secoli sino ad ottenere l'attuale aspetto, rimasto perlopiù immutato dagli ultimi interventi del Settecento.

### Frazioni
All'interno dei confini comunali si trovano tre frazioni:
- Castellazzo de' Stampi (anticamente un comune a sé stante)
- Cerello e Battuello
- Soriano

#### Altre località
Il territorio comunale di Corbetta è suddiviso oggi altre nove località. Non necessariamente i quartieri corrispondono ad aree definite, la cartina riporta contornati i contorni dei quartier che corrispondono nella colorazione ai quadrati presenti nella legenda:
- Centro storico, costituito dalle aree del centro storico della città, con fulcro nel santuario della Madonna dei Miracoli e nella chiesa prepositurale di San Vittore.
- San Sebastiano, costituito dall'area della chiesa di San Sebastiano e di Palazzo Brentano.
- Repubblica, costituito dall'area sviluppatasi lungo via Repubblica.
- Villa Pagani, costituito dall'area sviluppatasi attorno a Villa Pagani Della Torre.
- Malpaga, costituito dall'area sorta accanto allo stabilimento Magneti Marelli ed alla storica Cascina Malpaga.
- Isola Bellaria, costituito dall'area del quartiere Isola Bellaria e aree contigue, con anche parte dell'area del centro storico.
- Pobbia, costituito dall'area del quartiere Pobbia (anticamente un comune a sé stante).
- Stravascia, costituito dall'area della cosiddetta "Stravascia" (via Parini).
- Preloreto, costituito dall'area della località Preloreto.

## Economia
A Corbetta nel 2021 risultava occupato il 93.5% dei residenti in età lavorativa.
| Tipologia               | Numero di addetti | % sulla popolazione lavoratrice | Numero di aziende |
| ----------------------- | ----------------- | ------------------------------- | ----------------- |
| Industrie e agricoltura | 2.960             | 55,74%                          | 439               |
| Servizi                 | 966               | 18,19%                          | 431               |
| Amministrazione         | 375               | 7,06%                           | 35                |
| Altro                   | 1.009             | 19,00%                          | 506               |

### Agricoltura

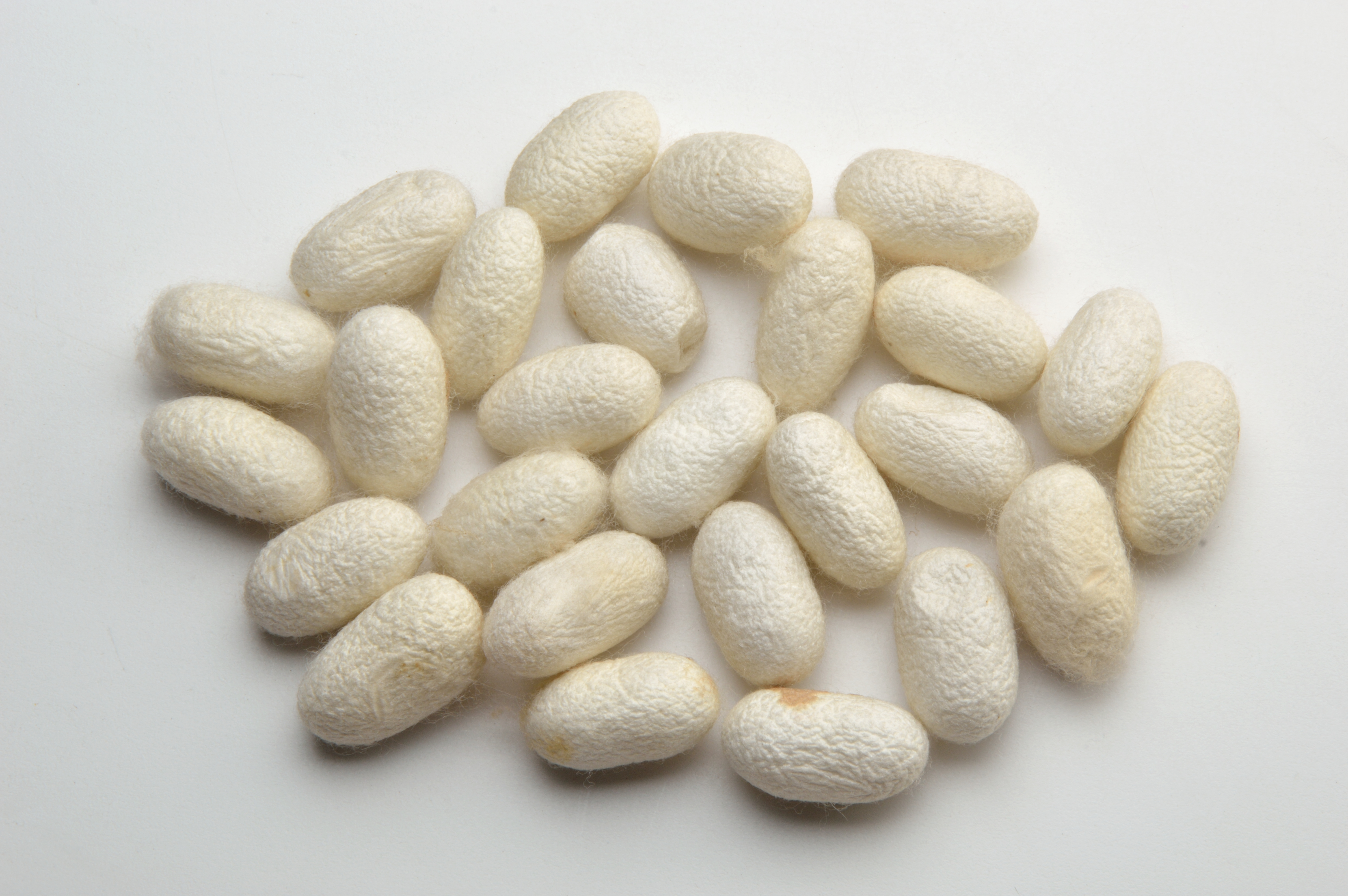
Bozzoli di bachi da seta da cui si ricavava il filato che per secoli rappresentò una delle ricchezze di Corbetta

Il suolo di Corbetta si è sempre presentato particolarmente fertile ed adatto alle coltivazioni agricole, settore che rimase quello predominante sino a tutti il XVIII secolo. I raccolti più importanti erano quelli di cereali (frumento e mais) e vite da vino. Fiorente era anche l'allevamento, in particolare di bovini e suini.
Corbetta si distingueva in particolare per l'allevamento del baco da seta (praticato abbondantemente in tutto l'Altomilanese sin dal Rinascimento) che rimase un'importante fonte economica per il paese sino all'avvento sul mercato delle prime fibre artificiali negli anni Trenta del Novecento (fatto che portò al crollo del prezzo della seta sul mercato). A Corbetta si contava la presenza di numerose filande a carattere artigianale tra cui le più importanti erano la filatura Manzoli, la tessitura Baroni e la filiale della torcitura Vollert e Strazza che vantavano importanti contratti con le principali tessiture di Busto Arsizio (il centro nevralgico della tessitura dell'Altomilanese) come la Tosi o la fabbrica di damaschi Tornaghi di Monza. Proprio a supporto della bachicoltura, a Corbetta, nei cortili delle case e nei divisori dei campi, veniva coltivato il gelso (muròn), indispensabile nutrimento dei bachi da seta.
Corbetta è oggi uno dei comuni convenzionati con il Parco agricolo Sud Milano e con il Consorzio dei Navigli ed è sede storica del consorzio agrario della zona, oggi trasferito in località Cerello.

### Artigianato
Già nell'Ottocento, Corbetta era nota per la presenza di aziende artigianali che si occupavano della produzione del legno da ardere, di salumi, di bibite gassate, oltre che di vino, un tempo molto rinomato.

### Industria

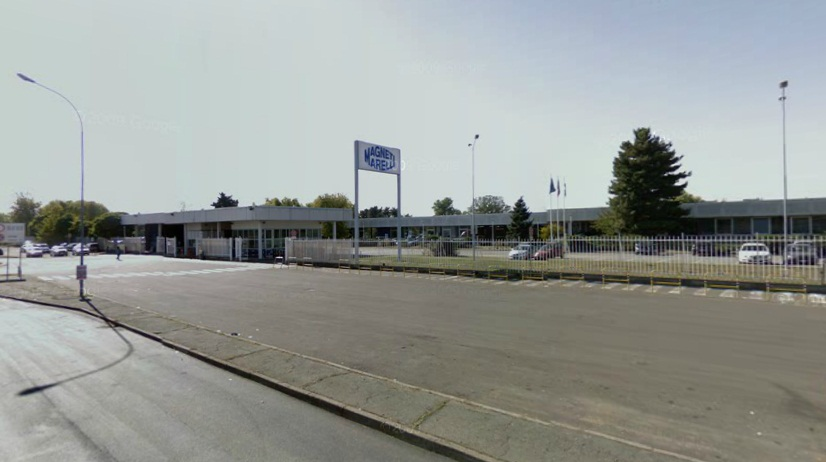
La sede della Magneti Marelli di Corbetta

La città gode di un certo apparato industriale, in particolare nella zona ovest dove, tra il finire dell'Ottocento ed i primi del Novecento trovarono sede molte aziende quali la ditta Castiglioni (fiori di celluloide), Magugliani (lavorazione del legname), Sacconaghi (lavorazione della tolla), Capsoni-Francioli (tessitura), Messa (fabbrica pile), Cozzi-Pagani (lavorazione della tolla). Nel corso del Novecento sorgono importanti industrie tra le quali la trafileria Ceruti (trafilati) e la Indutex (indumenti di protezione NBC).
Attualmente hanno sede a Corbetta realtà industriali di rilievo come l'azienda fratelli Magistroni Abbigliamento (abbigliamento) e la Sabiana (prodotti di riscaldamento e condizionamento).
Numerose furono anche le filiali di aziende milanesi tra cui la più famosa è sicuramente la Magneti Marelli, la cui sede locale è ancora oggi attiva in prossimità della vicina città di Santo Stefano Ticino, nel Quartiere Malpaga.
Le principali attività industriali sono:
- Industria metallurgica
- Industria tessile, sartoria e confezioni
- Industria metalmeccanica
- Industria elettromeccanica ed elettronica

### Turismo
Corbetta ha sviluppato a partire dalla seconda metà del Novecento una forte vocazione turistica anche se già da oltre quattro secoli si presenta un importante centro per il turismo religioso, data la presenza del locale santuario e del museo che ogni anno raduna quasi 20.000 pellegrini.
Le principali attrattive turistiche sul territorio sono costituite dalle ville storiche presenti in città, pubbliche e private, che possono essere visitate nell'ambito della "Passeggiata tra le ville" che si svolge durante la prima domenica di maggio di ogni anno. Un altro tipo di turismo, quello naturalistico, si è sviluppato sempre negli ultimi anni, puntando in particolare sulla ciclomobilità.

## Infrastrutture e trasporti

### Strade
Corbetta è lambita dalla ex strada statale 11 Padana Superiore, che collega Milano a Torino, ed è punto di origine di numerose strade provinciali di interesse locale, dirette ai centri vicini.
Il paese è collegato alla rete autostradale nazionale tramite l'autostrada Torino-Milano (A4) alla quale si accede dal vicino casello di Arluno, raggiungibile tramite la strada provinciale n. 147 (Corbetta-Villa Pia).

### Ferrovie e tranvie
La fermata ferroviaria Corbetta-Santo Stefano Ticino si trova nel territorio comunale di Santo Stefano Ticino ed è stata inaugurata nel 1936; posta sulla linea Torino–Milano, è servita dai treni della linea S6 (Novara–Treviglio) del servizio ferroviario suburbano di Milano operata da Trenord nell'ambito del contratto di servizio stipulato con la Regione Lombardia.
Dal 1879 al 1957 Corbetta fu servita dalla tranvia interurbana a vapore Milano–Magenta, nota come "Gamba de legn".

### Mobilità urbana
La località è servita dagli autoservizi interurbani gestiti da Movibus e STAV.

## Amministrazione

### Elenco dei sindaci di Corbetta
| Periodo          | Periodo          | Primo cittadino         | Partito                                                      | Carica                  | Note                   |
| ---------------- | ---------------- | ----------------------- | ------------------------------------------------------------ | ----------------------- | ---------------------- |
| 1860             | 1864             | Giuseppe Carones        | Destra storica                                               | sindaco                 | [ 94 ]                 |
| 1864             | 1868             | Giuseppe Mussi          | Partito Radicale Italiano                                    | sindaco                 | [ 95 ]                 |
| 1868             | 1879             | Francesco Bruni         | Destra storica                                               | sindaco                 |                        |
| 1879             | 1886             | Giuseppe Mussi          | Partito Radicale Italiano                                    | sindaco                 |                        |
| 1886             | 1889             | Giovanni Olivares       | Destra storica                                               | sindaco                 |                        |
| 1889             | 1896             |                         |                                                              | commissario prefettizio | [ 96 ] [ senza fonte ] |
| 1896             | 1902             | Giuseppe Bianchi        | Destra storica                                               | sindaco                 |                        |
| 1902             | 1908             | Giovanni Carones        | Destra storica                                               | sindaco                 | [ 94 ]                 |
| 1908             | 24 agosto 1910   | Luigi Ranzani           | Destra storica                                               | sindaco                 |                        |
| 24 agosto 1910   | 8 gennaio 1911   | Carlo Zari              | Destra storica                                               | sindaco                 | [ 97 ]                 |
| 8 gennaio 1911   | 1920             | Giuseppe Meroni         | Partito Socialista Italiano                                  | sindaco                 |                        |
| 1920             | 29 novembre 1922 | Mario Miceli            | Partito Socialista Italiano                                  | sindaco                 |                        |
| 30 novembre 1922 | 1923             | Luigi Natali            |                                                              | commissario prefettizio |                        |
| 1923             | 21 aprile 1927   | Tomaso Capsoni          | Destra storica                                               | sindaco                 |                        |
| 21 aprile 1927   | 1928             | Tomaso Capsoni          | Partito Nazionale Fascista                                   | podestà                 | [ 98 ]                 |
| 1928             | 1934             | Enrico Pagani           | Partito Nazionale Fascista                                   | podestà                 | [ 99 ]                 |
| 1934             | 1938             | Ambrogio Chiavolini     | Partito Nazionale Fascista                                   | podestà                 | [ 100 ]                |
| 1938             | 1942             | Franco Pisani Dossi     | Partito Nazionale Fascista                                   | podestà                 | [ 101 ]                |
| 1942             | 1945             | Guido Corbellini        | Partito Nazionale Fascista poi Partito Fascista Repubblicano | podestà                 |                        |
| 1945             | 1946             | Tomaso Capsoni          | Indipendente                                                 | sindaco                 |                        |
| 1946             | 1950             | Giuseppe Scazzosi       | Democrazia Cristiana                                         | sindaco                 |                        |
| 1950             | 1953             | Tomaso Capsoni          | Democrazia Cristiana                                         | sindaco                 |                        |
| 1953             | 1957             | Francesco Caimi         | Partito Comunista Italiano (indipendente)                    | sindaco                 |                        |
| 1957             | 1973             | Giovanni Mario Olivares | Democrazia Cristiana                                         | sindaco                 | [ 102 ] [ 103 ]        |
| 1973             | 1978             | Giuseppe Grassi         | Partito Socialista Italiano                                  | sindaco                 |                        |
| 1978             | 1983             | Aldo Salvi              | Partito Socialista Democratico Italiano                      | sindaco                 | [ 104 ] [ 105 ]        |
| luglio 1983      | novembre 1983    | Antonio Sesia           | Partito Socialista Italiano                                  | sindaco                 |                        |
| 1983             | 1984             | Emilio Ceriani          | Partito Socialista Democratico Italiano                      | sindaco                 |                        |
| 1984             | 1988             | Aldo Salvi              | Partito Socialista Democratico Italiano                      | sindaco                 |                        |
| 1988             | 1993             | Antonio Faoro           | Partito Socialista Italiano                                  | sindaco                 | [ 106 ]                |
| 1993             | 1997             | Ermanno Ceconi          | Lega Nord                                                    | sindaco                 |                        |
| 1997             | 2005             | Francesco Prina         | Uniti per Corbetta (Centrosinistra)                          | sindaco                 | [ 107 ]                |
| 2005             | 1º febbraio 2011 | Ugo Parini              | Uniti per Corbetta (Centrosinistra)                          | sindaco                 | [ 108 ]                |
| 1º febbraio 2011 | 16 maggio 2011   | Luciano Oldani          | Uniti per Corbetta (Centrosinistra)                          | vicesindaco reggente    |                        |
| 16 maggio 2011   | 28 maggio 2016   | Antonio Balzarotti      | Federalismo e libertà (Il Popolo della Libertà-Lega Nord)    | sindaco                 | [ 109 ] [ 110 ]        |
| 28 maggio 2016   | 19 giugno 2016   | Andrea Fragnito         | Viviamo Corbetta (Centrodestra)                              | vicesindaco reggente    |                        |
| 19 giugno 2016   | 4 ottobre 2021   | Marco Ballarini         | Viviamo Corbetta (Centrodestra)                              | sindaco                 | [ 111 ] [ 112 ]        |
| 4 ottobre 2021   | in carica        | Marco Ballarini         | Viviamo Corbetta (Centrodestra)                              | sindaco                 |                        |

### Gemellaggi

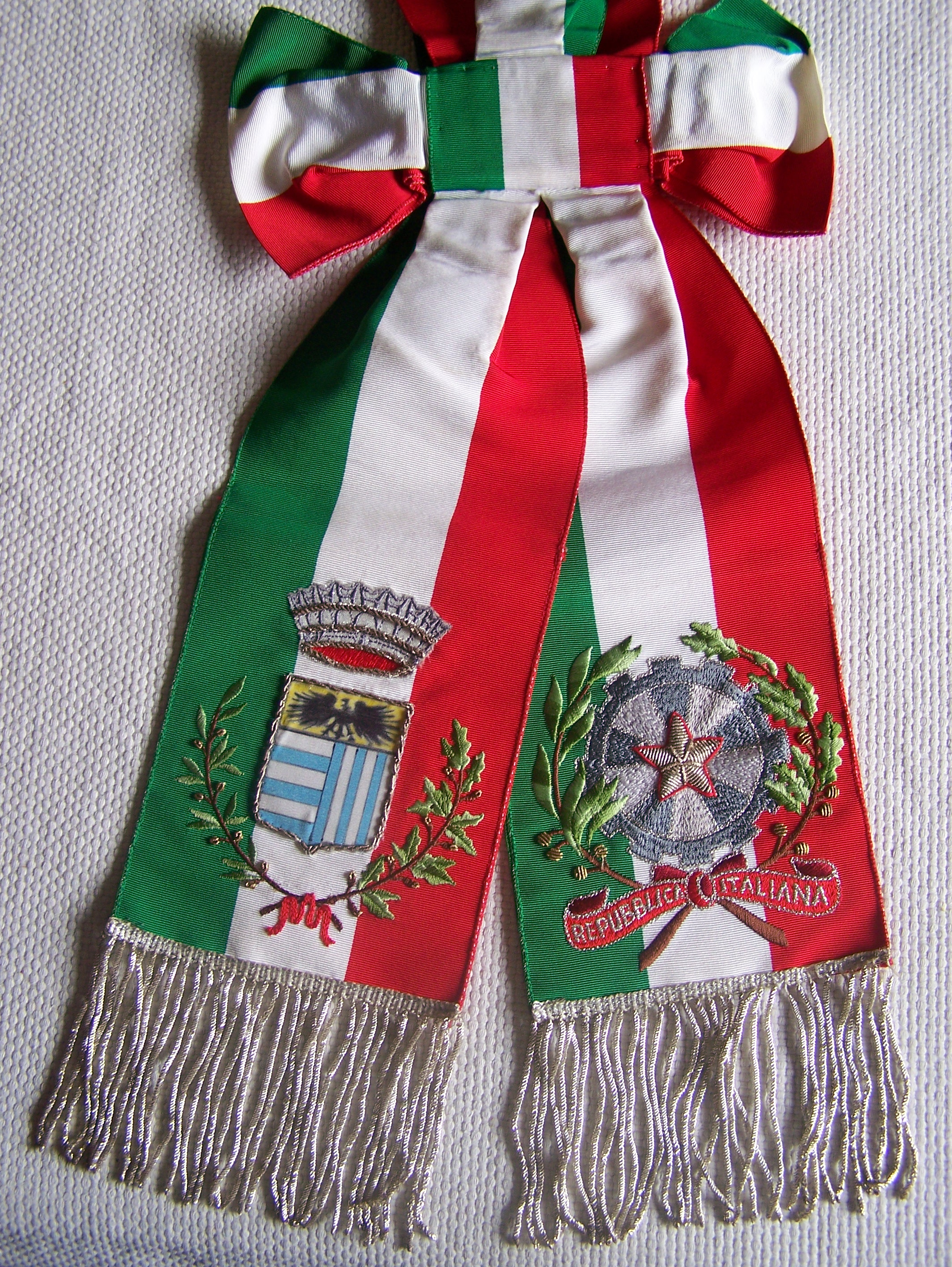
Fascia cerimoniale del sindaco di Corbetta (in uso sino al 1989)

- Corbas, dal 1982[113]
- Târgoviște, dal 2003[113]

## Sport
Nella città sono numerose le sedi di associazioni sportive tra cui:
- A.S.D. Corbetta F.C.
- A.S.D. Equipe Corbettese[114]
- Corbetta Basket Club
- A.C. Isola Corbetta
- Volley Corbettese
- Auto Moto Amatori Corbetta
- Moto Club Corbetta
- Sci Club Corbetta
- Piscina Ondaverde

Relativamente al Corbetta F.C. è bene ricordare che ha potuto vantare tra i propri presidenti anche l'attore comico Ezio Greggio che è rimasto alla carica dirigenziale dal 1990 al 1992. A Corbetta sono legati il rallista Bobo Mainini e l'atleta Alessio Rimoldi.

### Impianti sportivi
A Corbetta l'impianto sportivo di maggior rilievo è lo stadio comunale di via Verdi, il quale venne costruito negli anni Trenta del Novecento per accogliervi la locale sezione dell'Opera nazionale Balilla e la sede del Corbetta F.C. che ancora oggi qui si ritrova.
Sul territorio comunale è anche un campo da gioco senza gradinate nel quartiere Repubblica ed uno in località Castellazzo de' Stampi che però è utilizzato per lo più come campo di allenamento. Recentemente quest'ultimo si è arricchito di un pregevole campo da bocce professionale, vero e proprio punto d'incontro per gli appassionati.
La città di Corbetta dispone della palestra bronzo CONI "Antonio Balzarotti" per attività sportive indoor e un'area dotata di attrezzature sportive liberamente utilizzabili all'aperto presso il campo da calcio di via Repubblica.